# 40 Pułk Piechoty Dzieci Lwowskich

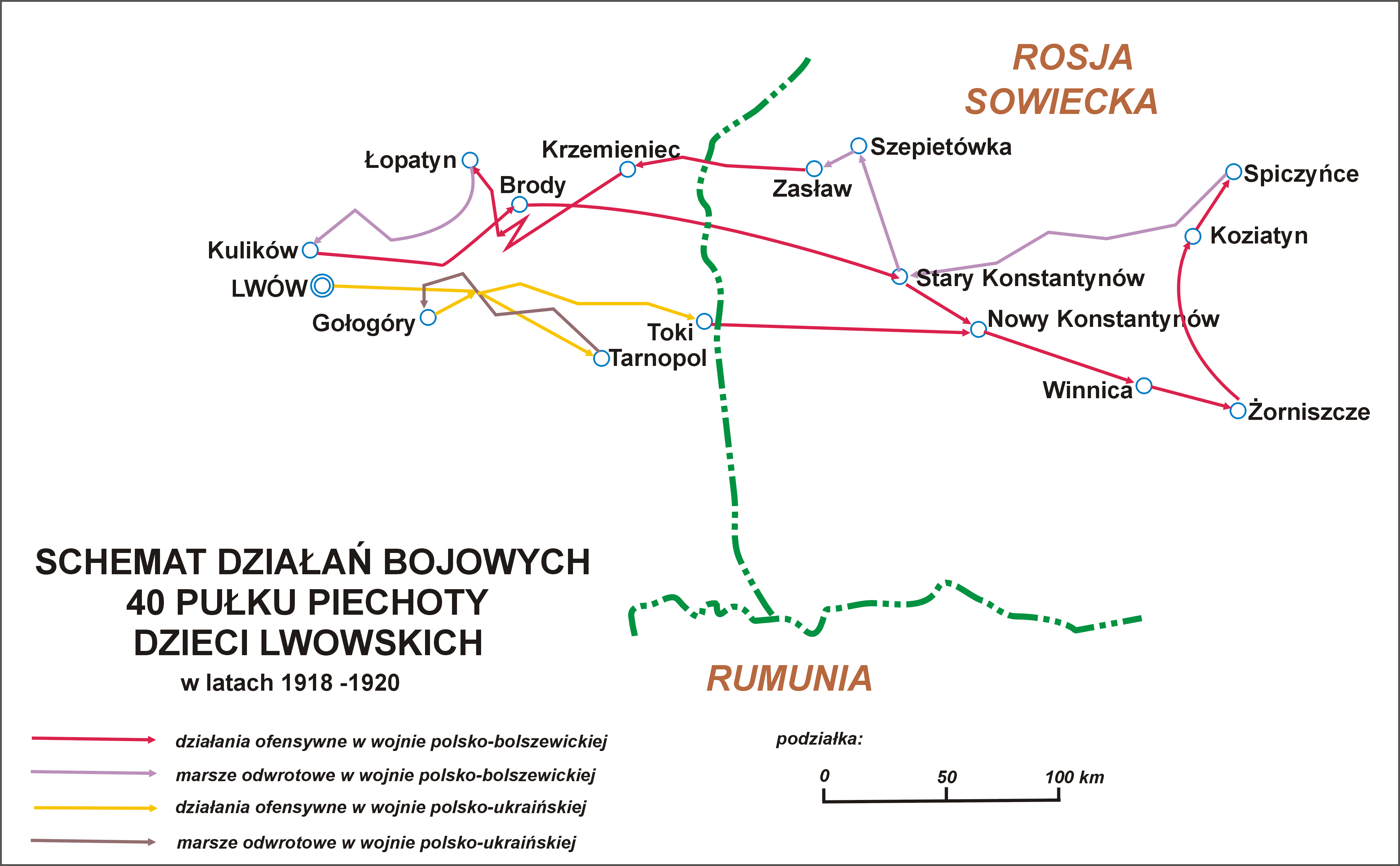
Schemat działań bojowych pułku w latach 1918–1920

40 Pułk Piechoty Dzieci Lwowskich (40 pp) – oddział piechoty Wojska Polskiego II RP.
Pułk stacjonował w garnizonie Lwów. Święto pułkowe obchodził 30 czerwca.
W kampanii wrześniowej bronił pododcinka „Zachód” odcinka „Warszawa-Zachód” do dnia kapitulacji Warszawy. Jego batalion został początkowo został przydzielony do 2 pułku piechoty Obrony Warszawy, a następnie znajdował się w odwodzie dowódcy odcinka „Warszawa-Wschód” organizując obronę mostów na Wiśle.

## Formowanie i zmiany organizacyjne
Na rozkaz gen. Bolesława Roji, na Cytadeli we Lwowie, rozpoczęto w 24 listopada 1918 organizację pułku, jako 30 pułk piechoty im. króla Jana Sobieskiego. Pierwszym dowódcą został ppłk Karol Krauss, który werbował ochotników nawet 15 – 16-letnich. W pierwszym dniu werbunku utworzono już jedną kompanię strzelecką a w kilka dni później cały batalion. Zaledwie trzy dni później batalion brał udział w walkach pod Starym Siołem, Żyrawką i Sołonką. Na początku grudnia utworzony został oddział karabinów maszynowych i pluton telefoniczny. 18 grudnia 1918 roku pułk złożył uroczystą przysięgę wojskową. Nazwa pułku, rozkazem Sztabu Generalnego, w dniu 15 lutego 1919 została zmieniona na 3 pułk strzelców Lwowskich, 1 maja 1919 otrzymał nazwę 40 pułk piechoty Strzelców Lwowskich, a następnie Dzieci Lwowskich.
W grudniu 1919 batalion zapasowy pułku stacjonował we Lwowie.
| Obsada personalna pułku w 1920 | Obsada personalna pułku w 1920             |
| Stanowisko                     | Stopień, imię i nazwisko                   |
| ------------------------------ | ------------------------------------------ |
| Dowódca                        | płk Stanisław Rosnowski (do 29 IV)         |
| Dowódca                        | kpt. Jan Wierzchoń (30 IV-5 VIII)          |
| Dowódca                        | płk Stanisław Rosnowski (6-19 VIII)        |
| Dowódca                        | ppłk Henryk Weiss (od 20 VIII)             |
| Adiutant                       | por. Stanisław Brzeziński (do 30 V)        |
| Adiutant                       | ppor. Władysław Kasztelowicz               |
| Nast.                          | ppor. dr Antoni Kozłowski (od 12 VIII)     |
| II adiutant                    | ppor. Tadeusz Dekański                     |
| Lekarz                         | por. lek. dr Wojciech Wydra                |
| Kapelan                        | ks. Jan Ołdak (do 20 V)                    |
| Kapelan                        | ks. Stefan Zegner                          |
| Oficer sztabu                  | kpt. Antoni Kuczka                         |
| Oficer broni i gazowy          | ppor. Paweł Potrzebski († 30 VI)           |
| Oficer łączności               | ppor. Władysław Królikiewicz               |
| Dowódca taboru pułku           | por. Łukasz Bednarczuk                     |
| Dowódca plutonu żandarmerii    | ppor. Kazimierz Koczorowski                |
| W sztabie pułku czasowo        | mjr Alojzy Łukawski                        |
| Kapelmistrz                    | urz. wojsk. X r. Gustaw Jakubiczek         |
| Dowódca I batalionu            | kpt./ppłk Henryk Weiss (ranny 31 V)        |
| Dowódca I batalionu            | kpt. Jan Wierzchoń                         |
| Adiutant                       | ppor. Stanisław Pleskaczyński              |
| Adiutant                       | por. Sarnecki                              |
| Oficer prowiantowy             | ppor. Władysław Głód                       |
| Dowódca 1 kompanii             | por. Ludwik Paczoski (do 14 VIII)          |
| Nast.                          | ppor. Tadeusz Solecki                      |
| Dowódca plutonu                | por. Władysław Hanuszewski († 31 V)        |
| Dowódca 2 kompanii             | kpt. Jan Wierzchoń                         |
| Dowódca 2 kompanii             | por. Julian Królikowski                    |
| Dowódca 2 kompanii             | ppor. Mieczysław Kubiczek (ranny 31 V)     |
| Dowódca 2 kompanii             | ppor. Jan Stankiewicz                      |
| Dowódca 2 kompanii             | por. Ludwik Kramer                         |
| Dowódca 3 kompanii             | por. Adolf Maresch (do 3 VIII)             |
| Dowódca 3 kompanii             | ppor. Jan Grzenkowski                      |
| Dowódca plutonu                | ppor. Jan Doliwa († 31 V)                  |
| Dowódca 4 kompanii             | por. Mieczysław Geza-Szczyrkowski († 31 V) |
| Dowódca 4 kompanii             | ppor. Gustaw Laskowski                     |
| Dowódca 1 KKM                  | kpt. Edward Gaber († 31 V)                 |
| Nast.                          | ppor. Mikołaj Bieganowski                  |
| Dowódca II batalionu           | mjr Alojzy Łukawski                        |
| Dowódca II batalionu           | kpt./mjr Józef Nawrocki (VI-VIII)          |
| Dowódca II batalionu           | mjr Franciszek Panesz                      |
| Adiutant                       | ppor. Tadeusz Mianowski                    |
| Lekarz                         | ppor. lek. Franciszek Usarz                |
| Oficer prowiantowy             | por. Jan Zwierzeński                       |
| Oficer kasowy                  | ppor. Teofil Huebl                         |
| Dowódca 5 kompanii             | por. Bronisław Wolski                      |
| Dowódca 5 kompanii             | ppor. Paweł Potrzebski († 30 VI)           |
| Dowódca 5 kompanii             | por. Bronisław Kubin                       |
| Dowódca 6 kompanii             | por. Antoni Sapka († 16 VIII)              |
| Dowódca 6 kompanii             | por. Bronisław Kubin                       |
| Dowódca 6 kompanii             | ppor. Aleksander Weraksa                   |
| Dowódca plutonu                | ppor. Stefan Mirecki                       |
| Dowódca 7 kompanii             | ppor. Bolesław Węckowicz († 17 VIII)       |
| Dowódca 8 kompanii             | ppor. fan Stankiewicz († 14 VIII)          |
| Dowódca 2 kkm                  | ppor. Leopold FirnhofFer (do 30 V)         |
| Dowódca III batalionu          | kpt. Benedykt Majkowski                    |
| Dowódca III batalionu          | kpt. Władysław Wanag                       |
| Dowódca III batalionu          | kpt. Benedykt Majkowski                    |
| Dowódca III batalionu          | kpt. Julian Królikowski (od 2 VIII)        |
| Adiutant                       | ppor. Władysław Kasztelowicz               |
| Oficer kasowy                  | ppor. Jan Selens                           |
| Oficer prowiantowy             | ppor./por. Jan Kozakiewicz                 |
| Lekarz                         | ppor. podlek. Mieczysław Kohn              |
| Dowódca 9 kompanii             | ppor. Ludwik Dmyszewicz (do 29 VI)         |
| Dowódca 9 kompanii             | ppor. Karol Mleczko (do 24 VII)            |
| Dowódca 9 kompanii             | ppor. Franciszek Łysakowski                |
| Dowódca plutonu                | ppor. Bronisław Bujewicz                   |
| Dowódca 10 kompanii            | ppor. Bronisław Witkowski (do 10 VI)       |
| Dowódca 10 kompanii            | ppor. Julian Wańczyk († 1 IX)              |
| Dowódca 11 kompanii            | por. Stanisław Wasilewski                  |
| Dowódca 11 kompanii            | ppor. Bronisław Bujewicz                   |
| Dowódca 12 kompanii            | ppor. Antoni Jackiewicz († 24 VII)         |
| Dowódca 12 kompanii            | ppor. Karol Korzelski                      |
| Dowódca 3 kkm                  | ppor. Mikołaj Bieganowski (ranny 31 V)     |
| Dowódca 3 kkm                  | por. Otton Blutreich                       |
| Dowódca plutonu                | ppor. Gwido Hosbajn                        |
| Dowódca plutonu                | ppor. Adam Sochacki                        |
| oficer baonu                   | por. Stanisław Wolski                      |
| Dowódca kompanii technicznej   | por. Łukasz Bednarczuk                     |
| Dowódca kompanii technicznej   | ppor. Józef Huppenthal (do 5 VII)          |
| Dowódca kompanii technicznej   | por. Fryderyk Blum                         |
| Dowódca kompanii marszowej     | ppor. Franciszek Boczek                    |
| Dowódca kompanii marszowej     | ppor. Ludwik Urban († 17 VIII)             |
| Oficer pułku                   | kpt. Jan Englert (przydzielony do 5 DP)    |
| Oficer pułku                   | por. Stefan Kozłowski                      |
| Oficer pułku                   | por. Henryk Kwieciński († 31 V)            |
| Oficer pułku                   | por. Stanisław Lewicki                     |
| Oficer pułku                   | por. Stanisław Maniewski                   |
| Oficer pułku                   | ppor. Rakowski                             |
| Oficer pułku                   | ppor. Batkowski (ranny 9 IX)               |
| Oficer pułku                   | ppor. Edward Huszcza                       |
| Oficer pułku                   | ppor. Wincenty Lewandowski († 24 VIII)     |
| Oficer pułku                   | ppor. Rosenstock                           |
| Oficer pułku                   | ppor. Walkowski († 9 IX)                   |
| Oficer pułku                   | pchor. Kordaszewski (ranny 31 V)           |

## Pułk w walce o granice

### Udział w wojnie polsko-ukraińskiej
27 grudnia nieprzyjaciel przeprowadził atak na całym froncie lwowskim. Część batalionu w składzie dwóch kompanii ochraniała Lwów na tzw. Kościarni, ponosząc straty sięgające 30% stanu osobowego, zaś trzecia kompania skutecznie broniła swoich pozycji w miejscowości Hołosko Wielkie. Od 13 stycznia 1919 bataliony prowadziły walki w rejonie Fręclówki, Malechowa, Laszek, Kulparkowa i Rzęsny Polskiej. W pierwszej połowie marca pułk otrzymał uzupełnienie w postaci batalionu szturmowego brygady lwowskiej, co umożliwiło utworzenie drugiego, pełnego batalionu. Wraz z batalionem szturmowym weszły w skład jednostki kobiety, które potem dzielnie i z wyróżnieniem walczyły na froncie. Odnotowany stan pułku 25 kwietnia to: 55 oficerów, 1231 szeregowych i 12 karabinów maszynowych.
Od 29 kwietnia bataliony ruszyły do natarcia i zdobyły miejscowości: Hamulec, Wólkę Hamulcową i wieś Grzęda. Na tych pozycjach pozostawały do 15 maja, którego to dnia ruszyła ofensywa polskich wojsk na frontach małopolskim i wołyńskim. Pułk, wspierając 38. pułk piechoty, zajmował kolejno: Koszelów, Nowe Sioło, Stroniatyn, Kukizów – (miejscowości koło Kulikowa), a następnie Zapytów, Jaryczów i Ceprów. W ciężkich, zwycięskich walkach przez Chałupki, Połonice, Zuchorzyce, Gołogóry Lackie, Machnowce i Jeziornę (miejscowości na Wyżynie Podolskiej) dotarł pod Zborów. Po krótkim odpoczynku przebazował się w okolice Tarnopola, gdzie pozostawał jako pułk odwodowy. W tym czasie powstały dwie kolejne kompanie i utworzono patrole żandarmerii polowej.
Pod naporem nieprzyjaciela, wzmocnionego posiłkami, od 15 czerwca pułk był zmuszony do wycofania się z zajmowanych pozycji i przez: Mszanę, Żukowce, Kubińce i Jarosławińce dotarł do wsi Nuszcze. Następnie wykonując rozkazy dowództwa dywizji, 21 czerwca wycofał się najpierw na linię Złoczów – Sasów, a potem do Skwarzawy. W ofensywie 28 czerwca, wespół z 38. pułkiem piechoty, uderzył w kierunku na Kniaże, Złoczów, Nuszcze, Olejów i Bzowice – stając na linii rzeki Seret, gdzie patrolował rzekę, robiąc nękające wypady na drugi brzeg. W tym okresie do pułku wcielono oddziały rotmistrza Abrahama a w każdym batalionie utworzono pluton miotaczy min i granatów. Bez walki przeszedł 16 lipca 1919 r. dawny kordon graniczny na północ od Zbaraża i stanął na dawnej granicy austriacko-rosyjskiej.

### Pułk w wojnie polsko-bolszewickiej
Na dawnej granicy austriacko-rosyjskiej pułk stał do 5 sierpnia, po czym wraz z 5. Dywizją Piechoty zwaną nieoficjalnie „lwowską”, jako odwód frontu małopolskiego, obsadził rzekę Zbrucz pomiędzy Siekierzyńcem a Bednarówką, gdzie pozostał do 10 września. Między 11 września a 26 września pomagał miejscowej, bardzo biednej ludności w pracach polowych, po czym powrócił nad Zbrucz. Dopiero 10 października został zluzowany i przemieścił się w okolice Białej, Czystyłowa i Płotysza. Na początku lutego 1920 pułk zebrał się koło wsi Toki zaś 18 lutego ruszył do boju i w ciągu dnia zdobył: Różany, Daszkowce, Szczodrową, Susłowce i Kopytyńce. W kolejnych dniach Nowokonstantynów oraz Nową Sieniawkę i osiągnął linię rzeki Boh, gdzie przez prawie trzy miesiące prowadził walki pozycyjne. W marcu pluton żandarmerii został zmieniony przez pluton jeźdźców, którzy sprawdzili się szczególnie podczas wypadów na pozycje nieprzyjaciela. Z zajmowanych pozycji nad Bohem pododdziały wykonywały wypady: 3 marca na Janowce, 17 marca na Łuki i Zinowińce, 25 marca na Dumenki, 27 marca ponownie na Janowce i Łuki a 11 kwietnia na Łysą Górę i ponownie Zinowińce. Te działania do tego stopnie zdeprymowały wojska sowieckie, że 24 kwietnia, „po cichu” opuściły swoje pozycje. 6 Armia a w jej składzie pułk, przeszły do ofensywy z zadaniem rozbicia nieprzyjaciela w rejonie Płoskirowa i Żmerynki. 26 kwietnia przeszła na polską stronę 3 Brygada Ukraińska tzw. strzelcy siczowi. Pułk będący dalej w ofensywie zajmował kolejno: Hutę Lityńską, Janopol i Winnicę, po czym przeszedł rzekę Boh i w dalszym marszu dotarł do miejscowości: Telepeńki Małe, Kossakówka, Kobylince, Przyborówka i Studnica – nigdzie nie natrafiając na wroga. Następnie przez: Pieszoczyn, Popówkę, Gordyjówkę i Strutyńce dotarł 12 maja do miejscowości Żornyszcze (na wschód od Winnicy i na południe od Koziatyna). Była to najdalej na wschód wysunięta miejscowość jaką zajął pułk. Zwiad prowadzony przez polskich lotników w głąb Ukrainy uprzedził o zbliżaniu się armii Budionnego. Zgodnie z rozkazami dla 5 Dywizji Piechoty, w której składzie walczył pułk, jeden z jego batalionów skierowano do dyspozycji frontu północnego, pozostałe dwa do obrony Koziatynia – bardzo ważnego węzła kolejowego z liniami rozchodzącymi się w różnych kierunkach i dysponującego znacznym taborem kolejowym. Jednak potrzeby frontu, związane z rozpoczętą 28 maja ofensywą sowiecką, spowodowały przerzucenie batalionów na linię walk do Nowochwastowa. Tu toczył boje ze zmiennym szczęściem, ale generalnie utrzymywał zajmowane pozycje. Jednak 5 czerwca cztery dywizje kawalerii sowieckiej przedarły się na tyły polskiej armii i zagroziły stacji Koziatyn, a także Berdyczowowi i Żytomierzowi. Pułk otrzymał zadanie obrony węzła w Koziatynie. W okresie od 9 czerwca do 13 czerwca, na linii działania pułku, praktycznie nie prowadzono walk, jednak wobec działań wroga na tyłach naszych wojsk – dowództwo 6 Armii podjęło decyzję o odwrocie. Od 13 czerwca pułk wycofywał się przez: Machnówkę, Krzyżanówkę, Stupnik, Ostrożek, Ułanów do Nosówek – gdzie znalazł się 15 czerwca i dalej przez: Wieszniopol, Starokonstantynów i Szepietówkę do Zasławia nad Horyniem, do którego dotarł 30 czerwca. Do 6 lipca toczył w tym mieście ciężkie walki, które przyniosły mu sławę, po czym przez: Bielczyn, Korytno, Suraż, Tylawkę, 9 lipca wszedł do Krzemieńca. Krwawe walki w mieście i na przedmieściach trwały do 14 lipca, pułk wziął do niewoli kilkudziesięciu jeńców, zdobył 15 karabinów maszynowych, 60 koni, kilkadziesiąt jednostek broni i inny sprzęt.
W tym czasie poddał się 1 kubański pułk kozaków. Z Krzemieńca pododdziały wyszły 21 lipca w kierunku Poczajowa, gdzie toczyły kilkudniowe walki, a następnie zostały skierowane na linię rzeki Seret w okolicach Czepiele – Bobutychy, a potem Hucisko Pieniackie – Podhorce niedaleko Brodów, staczając przez cały czas drobne utarczki. Dwa bataliony pułku, wzmocnione 105 pułkiem piechoty i dwoma bateriami artylerii przeprowadziły natarcie w kierunku na Brody zajmując Jasionowo 30 lipca. W sierpniu wszedł w skład pułku 105 rezerwowy pułk piechoty, batalion wartowniczy i półbatalion etapowy Kobryński i 31 sierpnia odnotowano stan pułku – „31 oficerów i 3098 bagnetów”. Po walkach koło wsi Pod Lasem i Dubie 3 sierpnia pułk ruszył do pogoni za ustępującym nieprzyjacielem. Zajął Boratyn, Buczynę, Suchowolę, górę Makutra i 9 sierpnia ruszył na Podhorce, a następnie Łopatyn. Jednym uderzeniem rozbił, stacjonujące w mieście, dwa pułki jazdy sowieckiej, która uciekła w popłochu a Budionny salwował się ucieczką samochodem. Nieprzyjaciel poniósł bardzo duże straty, mimo to próbował odbić miasto. Dopiero na rozkaz pułk wycofał się do Stanisławczyka, a następnie przez: Monastyrek, Busk do Kamionki Strumiłowej, gdzie dotarł 15 sierpnia. W dalszym marszu cofnął się do Kulikowa pod Lwowem, gdzie 18 sierpnia zebrała się, przed nową ofensywą, cała 5 Dywizja.
W czasie, kiedy dwa bataliony pułku walczyły na południu z wojskami Budionnego, III batalion przybył 4 czerwca do miejscowości Nowoświęciany na froncie północnym. Przydzielony został do odwodu Armii Rezerwowej gen. Sosnkowskiego i przez Woropajewo i Czeresz dotarł w rejon stacji Kruki – Franopol, gdzie został przydzielony do I Brygady Jazdy (w grupie gen. Żeligowskiego). Już 12 czerwca batalion walczył nad Dźwiną koło wski Dregucie. Następnie przydzielono batalion do XV Brygady Piechoty i przebazowano pod Klewań, a następnie do Nowosiółek i Zadroża, gdzie pozostawał do 3 lipca jako odwód 5 Dywizji Piechoty. 4 lipca ruszyła na 1 Armię ofensywa wojsk sowieckich pod dowództwem Tuchaczewskiego. Batalion w walkach zajął miejscowość Plissa i tutaj zastał go 5 lipca rozkaz odwrotu.
Droga odwrotu prowadziła przez: Głębokie, Wilejkę i Wielkie Sioło do Chechła a stąd, jako straż boczna dywizji litewsko-białoruskiej, przez: Dubiny, Zabrzezie, Demidowicze, Filipiszki nad rzekę Berezynę. Po przeprawie przez rzekę 15 lipca doszedł do Wiszniewa a 17 lipca do Szczuczyna. W kolejnych dniach 23 i 24 lipca brał udział w ciężkich walkach pod Wołpą nad Niemnem, po czym 29 lipca dotarł do Białegostoku, skąd transportem kolejowym (ze stacji Małkinia) odjechał do Lwowa by połączyć się z pułkiem.

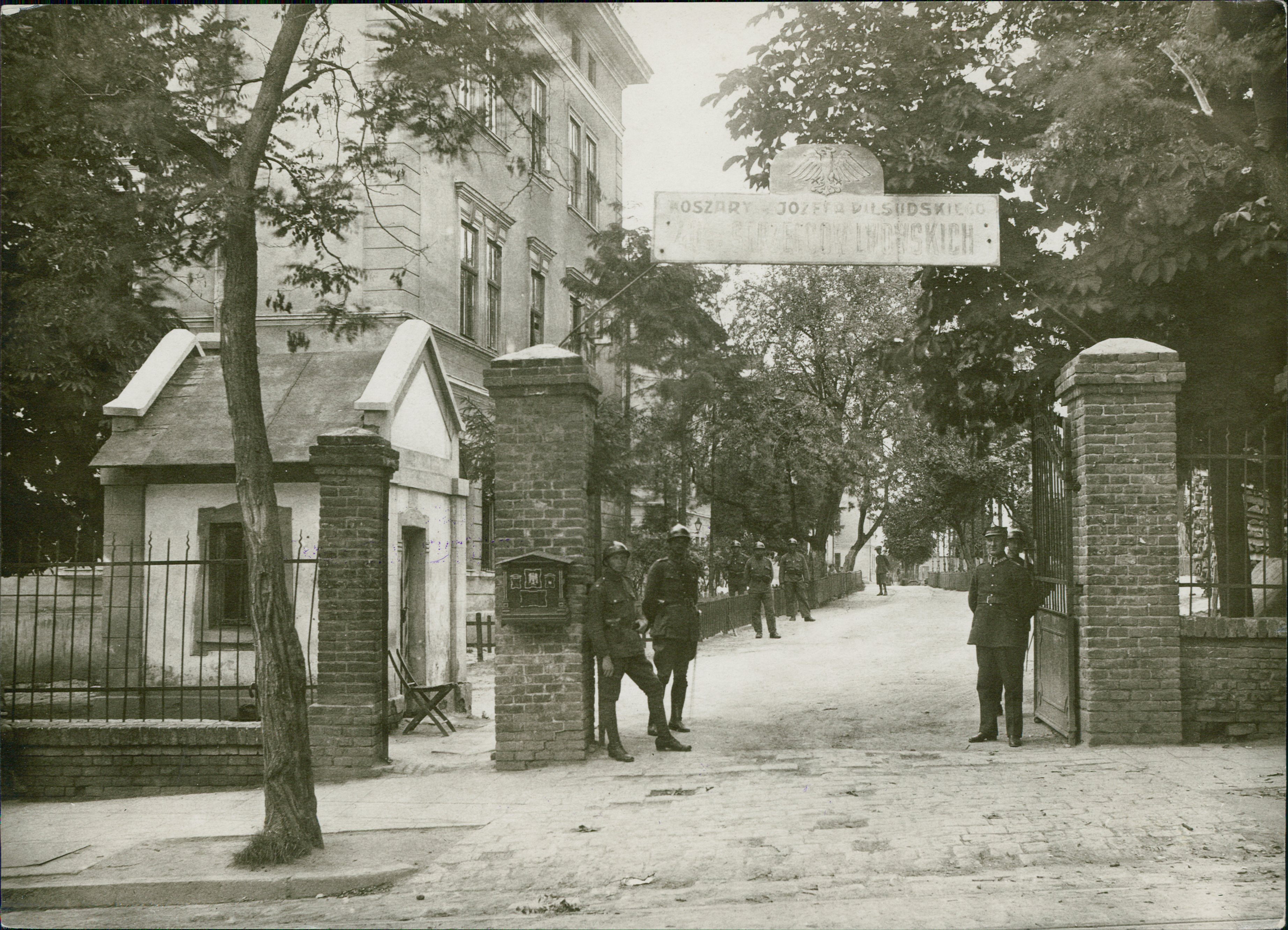
Koszary 40 pp we Lwowie

21 sierpnia 5 Dywizja ruszyła do kontrnatarcia. Już następnego dnia osiągnięto linię Kanał Rzeczypospolitej – Jaryczów Nowy – Ceperów a w kolejnych dniach Połonice, Zadwórze i Breniów. Do 30 sierpnia pułk zwycięsko walczył pod Żelechowem, Milatynem Starym i Liskiem. W walkach tych wspierały pułk czołgi a w walkach o stacje kolejowe pociąg pancerny „Generał Iwaszkiewicz”. Szczególnie krwawe walki toczyły się 5 września koło miasteczka Busk a 6 września koło wsi Jabłonówka, gdzie w zwycięskim boju żołnierze pułku zdobyli 5 karabinów maszynowych, 120 karabinów, konie i amunicję a nieprzyjaciel stracił około 243 żołnierzy (w zabitych i rannych). Na pamiątkę boju pod Jabłonówką święto pułkowe przez kolejne lata obchodzono 6 września (potem przeniesiono na 30 czerwca, jako że we wrześniu tradycyjnie odbywały się manewry). W kolejnych dniach przeprowadzano wypady na wioski, w których przebywały oddziały nieprzyjaciela. Tymczasem 6. Armia, wspólnie z Grupą gen. Pawlenki rozpoczęła ofensywę mającą na celu wyzwolenie Małopolski Wschodniej. Pierwszy zwycięski bój w tej ofensywie pułk stoczył 17 września pod Oleskiem i od tej pory ścigał nieprzyjaciela przez: Czyszki, Zabłotce, Brody, Poczajów, Nowosiółki, Nowystaw aż po Starokonstantynów, gdzie dotarł 30 września. Po odpoczynku od 10 października wspierał wojska ukraińskie koło Dereźni i Lityna, zajął miejscowość Sułowce i most na rzece Boh i zdobył 15 października Starokonstantynów. Trzy dni później Rosjanie poprosili o rozejm. Stan pułku w październiku 1920 to: 12 kompanii polowych, 4 kompanie karabinów maszynowych, kompanie techniczna i sztabowa, pluton jeźdźców i batalion zapasowy.
Przez kolejne dwa miesiące pułk stacjonował w różnych miejscowościach, by 22 grudnia 1920 powrócić do Lwowa.
Po zakończeniu wojny z bolszewikami pułk pozostał we Lwowie, który stał się jego garnizonem.

### Kawalerowie Virtuti Militari
| Żołnierze pułku odznaczeni Krzyżem Srebrnym Orderu Wojskowego Virtuti Militari za wojnę 1918–1920 | Żołnierze pułku odznaczeni Krzyżem Srebrnym Orderu Wojskowego Virtuti Militari za wojnę 1918–1920 | Żołnierze pułku odznaczeni Krzyżem Srebrnym Orderu Wojskowego Virtuti Militari za wojnę 1918–1920 |
| ------------------------------------------------------------------------------------------------- | ------------------------------------------------------------------------------------------------- | ------------------------------------------------------------------------------------------------- |
| sierż. Franciszek Błajda **                                                                       | ppor. Ludwik Dmyszewicz nr 1205 *                                                                 | ś.p. ppor. Jan Doliwa nr 2180 ***                                                                 |
| ś.p. kpr. Piotr Dysiewicz nr 8020                                                                 | kpr. Stanisław Fortuna **                                                                         | ś.p. kpt. Edward Gaber nr 2090 ***                                                                |
| plut. Ludwik Hołowiński **                                                                        | ś.p. ppor. Antoni Jackiewicz nr 3782                                                              | pchor. Kazimierz Kordaszewski **                                                                  |
| płk Karol Krauss nr 2401                                                                          | kpt. Julian Królikowski *                                                                         | ś.p. ppor. Henryk Kwieciński nr 2063 ***                                                          |
| mjr Benedykt Majkowski                                                                            | kpr. Sebastian Małek **                                                                           | por. Adolf Maresch nr 991 *                                                                       |
| sierż. Wincenty Maziarz **                                                                        | kpr. Wojciech Pawlak **                                                                           | st. sierż. Józef Piotrowski nr 744 **                                                             |
| płk Stanisław Rosnowski nr 5265                                                                   | ś.p. por. Geza Szczyrkowski nr 2199 ***                                                           | szer. Władysław Szpakowski nr 1186 **                                                             |
| ś.p. ppor. Ludwik Urban nr 2145 ***                                                               | kpt. Henryk Weiss *                                                                               | kpt. Jan Wierzchoń *                                                                              |

## Pułk w okresie pokoju

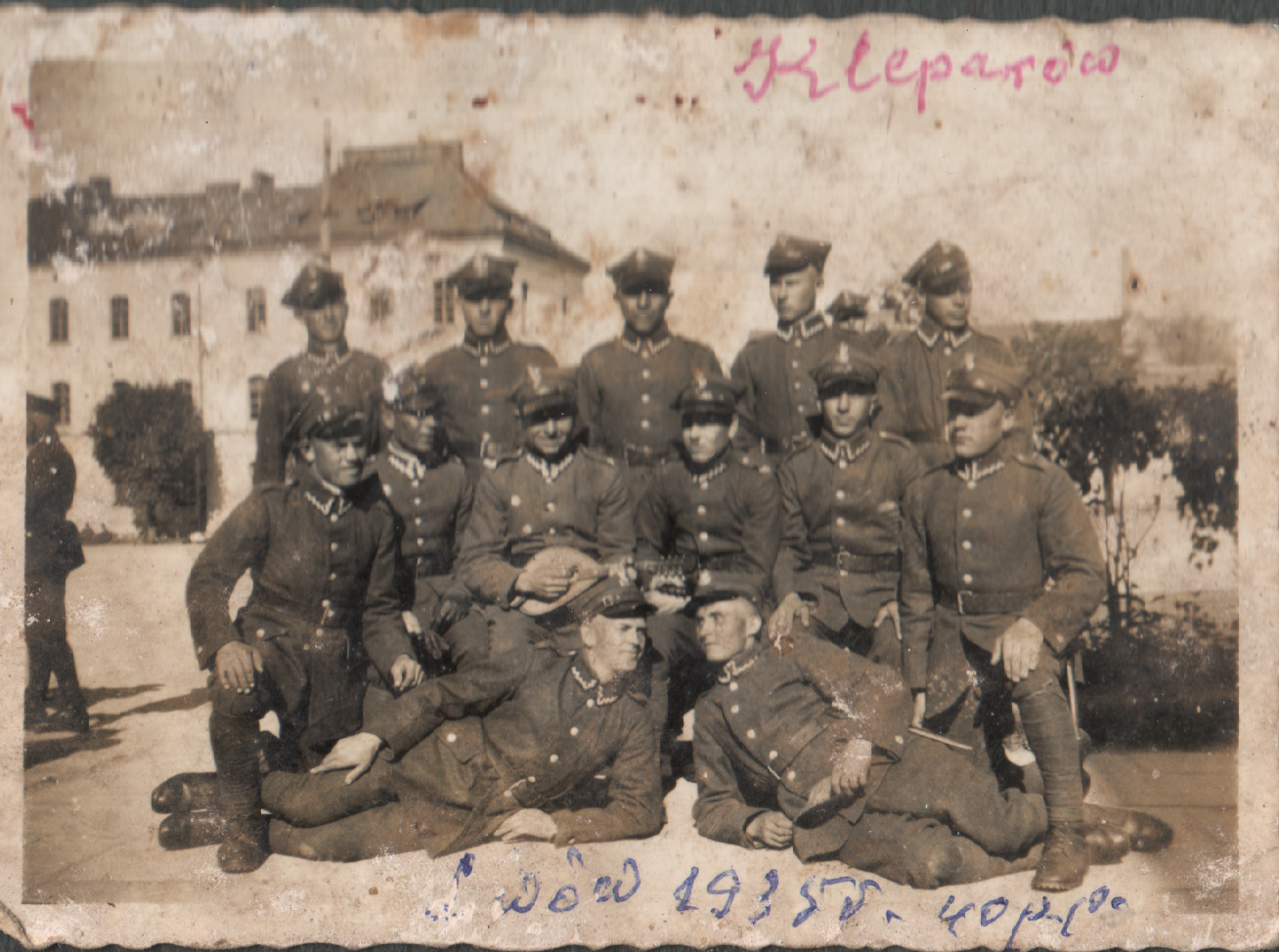
Zdjęcie pamiątkowe żołnierzy 40 pp

W okresie międzywojennym 40 pułk piechoty stacjonował na terenie Okręgu Korpusu Nr VI we Lwowie. Wchodził w skład 5 Dywizji Piechoty.
Na podstawie rozkazu wykonawczego Ministerstwa Spraw Wojskowych do Departamentu Piechoty o wprowadzeniu organizacji piechoty na stopie pokojowej PS 10-50 z 1930 roku, w Wojsku Polskim wprowadzono trzy typy pułków piechoty. 40 pułk piechoty zaliczony został do typu I pułków piechoty (tzw. „normalnych”). W każdym roku otrzymywał około 610 rekrutów. Stan osobowy pułku wynosił 56 oficerów oraz 1500 podoficerów i szeregowców. W okresie zimowym posiadał batalion starszego rocznika, batalion szkolny i skadrowany, w okresie letnim zaś batalion starszego rocznika i dwa bataliony poborowych.

## 40 pp w kampanii wrześniowej

### Mobilizacja
40 pp był jednostką administracyjną i mobilizującą. Mobilizację alarmową rozpoczął 27 sierpnia 1939 w garnizonie Lwów zmobilizowaniem w ramach grupy brązowej w czasie G20+30:
- kompanii km plot. typ B nr 63,

- kompanii km plot. typ B nr 64.

W grupie żółtej w czasie A+38:
- dowództwa grupy kompanii asystencyjnych nr 6,
- kompanii asystencyjnej nr 62,
- kompanii asystencyjnej nr 164.

W ramach I rzutu mobilizacji powszechnej w terminie od 4 do 5 dnia mobilizacji; to jest od 31 sierpnia od godz. 5.00 zmobilizowano w garnizonie Lwów, na etatach wojennych kompletny 40 pułk piechoty. Dodatkowo w ramach I rzutu mobilizacji powszechnej zmobilizowano we Lwowie do 5 dnia mobilizacji:
- kompanię asystencyjną nr 161
- batalion marszowy 40 pp[18].

Dowództwo pułku było mobilizowane w koszarach 40 pp, przy ul. Piotra i Pawła. I batalion w Gimnazjum Żeńskim przy ul Piekarskiej. II batalion w budynkach Wyższej Szkoły Handlu Zagranicznego przy ul. Sakramentek oraz budynkach I i III Gimnazjum przy ul. Batorego. III batalion w gmachu Szkoły Powszechnej im. św. Zofii i Bursy Grunwaldzkiej przy ul. Zielonej. Kompania przeciwpancerna i pluton artylerii piechoty w budynkach Akademii Medycyny Weterynaryjnej przy ul. Kochanowskiego. Kompania zwiadowców, plutony przeciwgazowy i pionierów w browarze na Pohulance. Mobilizację zakończono 2 września 1939. Zgodnie z planem „Z” 40 pp wraz z macierzystą 5 Dywizją Piechoty miał wejść w skład Armii „Pomorze”. Załadowano pułk w pięć transportów kolejowych i w dniach od 3 do 5 września transporty wyruszyły w okolice Włocławka, gdzie miała miejsce koncentracja 5 DP. Pierwszy transportem jechała kompania przeciwpancerna i pluton artylerii piechoty 40 pp, które dojechały do Sochaczewa. Ze względu na naloty lotnictwa niemieckiego transport został zatrzymany 7 września i wyładowany i zebrany w pobliskim lesie. Po skontaktowaniu się telefonicznym z dowódcą 40 pp, oba pododdziały pod dowództwem por. Mieczysława Barana wykonały marsz do Warszawy na Wolę, którą osiągnięto o godz. 7.00 8 września.

### Działania bojowe
W czasie kampanii wrześniowej pułk walczył w obronie Warszawy.

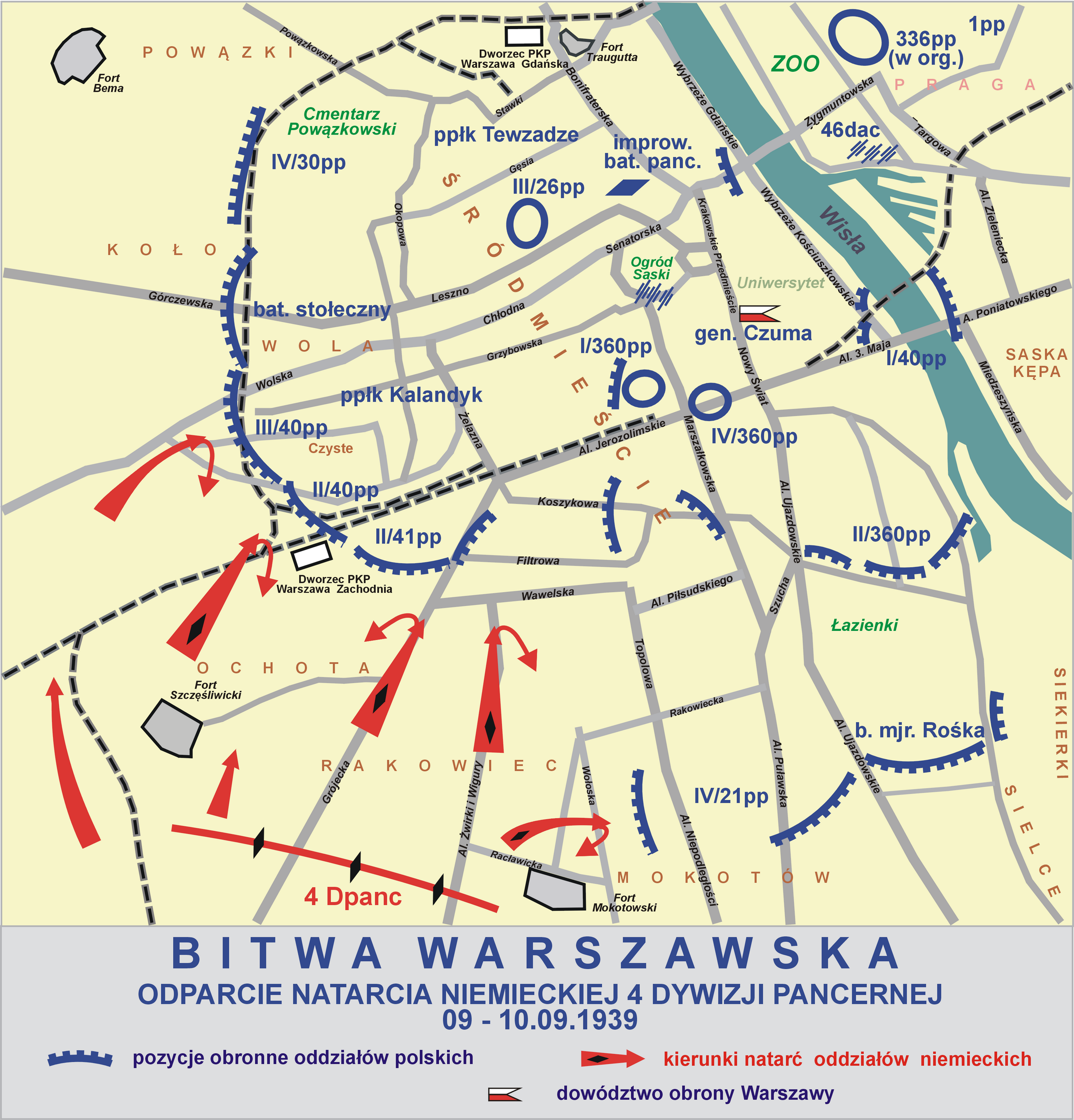

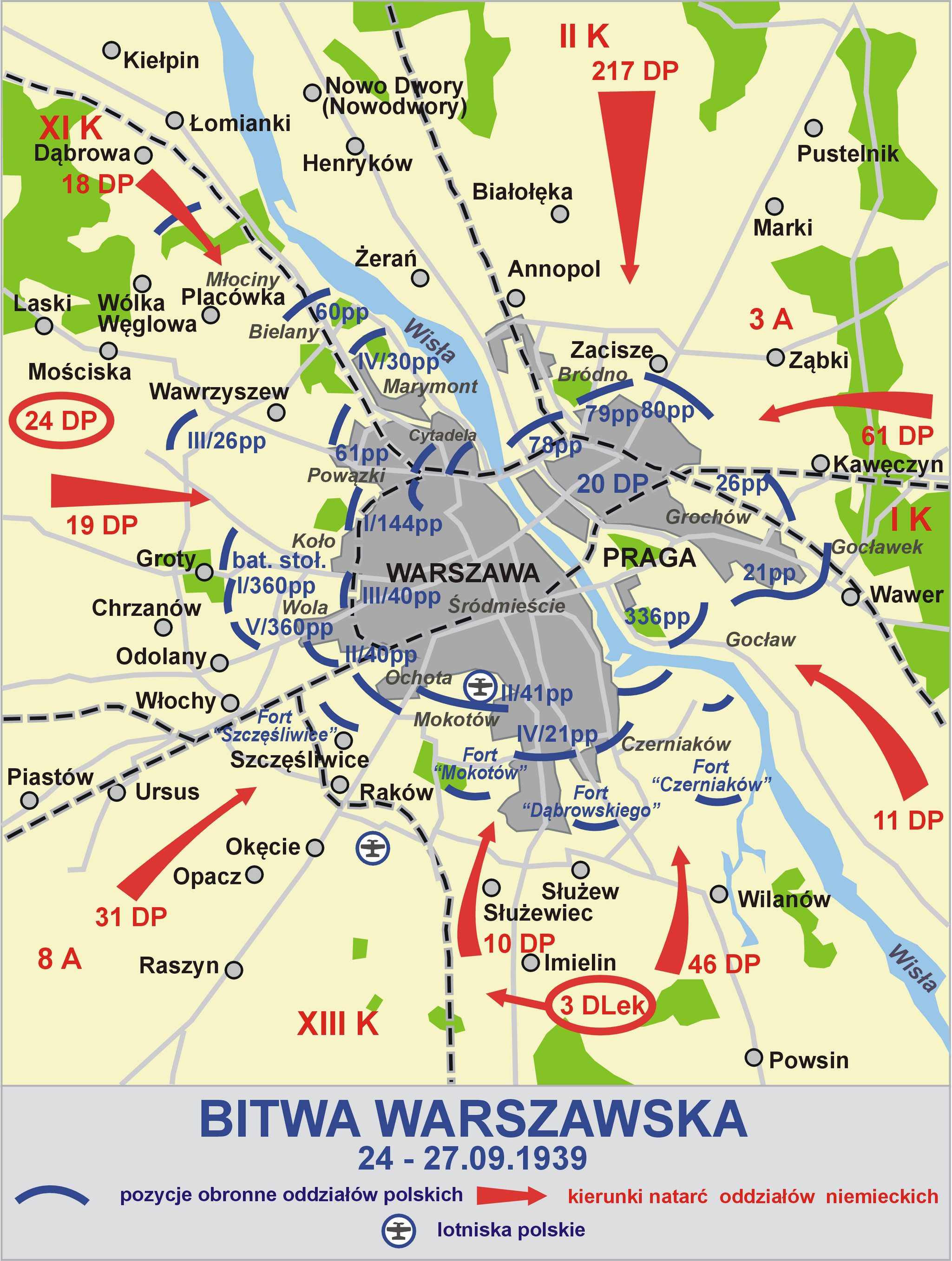

#### W obronie Warszawy
6 września rozkazem Sztabu Naczelnego Wodza 5 DP została podporządkowana Dowództwu Obrony Warszawy. 7 września o godz. 2.30 do Warszawy przybyły transporty dowództwa 40 pułku piechoty i pododdziały pułkowe pozabatalionowe. Pododdziały 40 pp bez I batalionu oraz kompanii ppanc. i plutonu artylerii piechoty rozlokowały się w rejonie folwarku Dotrzyma obok dworca Wschodniego. Obronę przeciwlotniczą zapewniała bateria przeciwlotnicza.

##### Bój o Ochotę i Wolę
Po odprawie u gen. bryg. Waleriana Czumy dowódcy obrony Warszawy ppłk Józef Kalandyk otrzymał rozkaz zajęcia obrony na przedmościu zachodnim, na pododcinku „Środkowym” na terenie Koła, Woli i Ochoty. Granicami pododcinka były Politechnika i wylot alei Niepodległości na lotnisko mokotowskie do fortu Bema (na zachód od ul. Górczewskiej, po Powązki włącznie). Nocą z 7/8 września pułk bez I batalionu przeszedł mostem Poniatowskiego na zachodni brzeg Wisły. II batalion dotarł do ul. Sękocińskiej, a III batalion ul. Wolską do ul. Syreny. Dowództwo pułku stanęło w koszarach policji konnej przy ul. Ciepłej 13, gdzie rano dotarła kompania ppanc. i pluton artylerii piechoty 40 pp. W koszarach przy ul. Ciepłej organizowały obronę kompania zwiadowców pluton pionierów i pluton pgaz. rozwinęła się też kompania gospodarcza. W zamian za I batalion do pułku został włączony II batalion 41 pułku piechoty pod dowództwem mjr. Romana Kaniowskiego-Zagłoby, który był na miejscu. O świcie 8 września bataliony dotarły na wyznaczone rubieże obrony. O godz. 5.00 na przedpole Warszawy wyruszyły plutony kompanii zwiadowców; pluton konny Ożarówek, Wola, Piastów, a pluton kolarzy w kierunku Falent. Poszczególne kompanie i plutony rozpoczęły luzowanie batalionu stołecznego i części II batalionu 41 pp, zajmowały wskazane rejony na linii zabudowy stałej miasta. II/40 pp ugrupował się w obronie poszczególnymi pododdziałami: 4 kompania strzelecka wzmocniona II plutonem ckm i częścią III plutonu z dwoma armatami ppanc., po zluzowaniu 5 kompanii strzeleckiej 41 pp organizowała obronę wzdłuż ul. Opaczewskiej i ul. Szczęśliwickiej. 5 kompania strzelecka wzmocniona I plutonem ckm, częścią III plutonu i armatą ppanc., po zluzowaniu kompanii z batalionu stołecznego organizowała obronę wzdłuż Osiedla Kolejarskiego i ul. Gizów. 6 kompania strzelecka wraz z pozostałymi plutonami 2 kompanii ckm i dwoma armatami ppanc., zluzowała 2 kompanię ckm 41 pp i zajęła obronę wzdłuż ul. Częstochowskiej i ul. Brylowskiej. III/40 pp ugrupował się pododdziałami: 7 kompania strzelecka wraz z I plutonem ckm i armatą ppanc. zluzował kompanię z bstoł. i zajął obronę wzdłuż ul. Księcia Janusza. 8 kompania strzelecka wzmocniona III i IV plutonem ckm, dwoma plutonami ppanc., w tym jednym z 11 zmotoryzowanej kompanii ppanc., po zluzowaniu 4 kompanii bstoł. organizowała obronę wzdłuż ul. Redutowej. 9 kompania strzelecka wraz z pozostałością 3 kompanii ckm, zluzowała kompanię bstoł. i zajęła obronę po zachodniej stronie toru kolejowego linii średnicowej. Dokonano zmiany ugrupowania II batalionu 41 pp. Jego 4 kompania strzelecka przeszła do odwodu, jej dotychczasowe stanowiska wzdłuż ul. Wawelskiej przejęła 5 kompania strzelecka 41 pp wzmocniona I plutonem 11 zmot. kompanii ppanc. 6 kompania strzelecka 41 pp pozostała na stanowiskach wzdłuż ul. Opaczewskiej. Batalion stołeczny przeszedł na pododcinek „Marymont” na prawe skrzydło III/40 pp. Odcinek ppłk. Józefa Kalandyka wspierały dwoma plutonami 11 zmotoryzowana kompania ppanc., pluton artylerii piechoty 41 pp, 1 bateria 29 pułku artylerii lekkiej, oraz dwa plutony armat z 1 i 3 baterii 41 dywizjonu artylerii lekkiej. I batalion 40 pp jadący transportem kolejowym na skutek bombardowań i zniszczeń na siedleckim węźle kolejowym, nie dotarł na czas do Warszawy. Został wyładowany w Mińsku Mazowieckim i marszem pieszym przybył do Warszawy wieczorem 9 września. Z tego względu włączono w jego miejsce do obrony pododcinka II/41 pp. Powierzono mu od 9 września obronę mostów warszawskich, stanowił jednocześnie odwód Dowództwa Obrony Warszawy.
8 września na przedpola stolicy dotarły czołowe oddziały niemieckiej 4 DPanc z XVI Korpusu Armijnego (mot.). Kolumna niemieckiej 4 DPanc. przemieszczała się szosą krakowską w kierunku Warszawy. Ok. godz. 17.00 kolumna czołgów, samochodów pancernych oraz pojazdy przewożące piechotę zmotoryzowaną wparte kilkunastominutowym ostrzałem artylerii z Kolonii Rakowiec i ze wschodniej części Szczęśliwic zaatakowała stanowiska obronne 6 kompanii strzeleckiej 41 pp i 4 kompanii strzeleckiej 40 pp. Natarcie niemieckiej piechoty zatrzymano w ogniu piechoty, moździerzy batalionowych i artylerii. Broń pancerna została powstrzymana przez armaty ppanc., uszkodzono trzy czołgi niemieckie. W czasie walki 4/40 pp utraciła jednego poległego i jednego rannego żołnierza. Pierwsze natarcie na Warszawę zostało odparte. W nocy 8/9 września II/40 pp i II/41 pp były ostrzeliwane przez artylerię niemiecką.
9 września po godz. 7.45 oddziały niemieckie rozpoczęły atak ze Szczęśliwic i fortu Szczęśliwice na stanowiska 4 kompanii strzeleckiej 40 pp i 6 kompanię strzelecką 41 pp. Czołgi 4 DPanc, po uprzednim 45 minutowym przygotowaniu artyleryjskim, rozpoczęły atak. W ogniu artylerii, moździerzy, armat ppanc. i karabinów przeciwpancernych wz. 1935 „Ur” nieprzyjaciel został odparty, stracił kilka czołgów. O godz. 8.45-9.00 z ponownym niemieckim natarciem zmagała się również 6 kompania 41 pp i 4 kompania 40 pp. 6/41 pp która została w części wyparta ze swoich stanowisk i zmuszona do wycofania się w kierunku placu Narutowicza, trzy gniazda oporu dalej broniły się przy ul. Grójeckiej. Niemiecka piechota z dwoma czołgami wdarła się w lukę pomiędzy 4 i 6 kompaniami znajdującą się w dolince pomiędzy ul. Szczęśliwicką i ul. Bema, zaatakowała od tyłu pozycje 4 kompanii. Jeden z czołgów został zniszczony, a drugi uszkodzony przez armatę ppanc. Jeden z atakujących czołgów 6 kompanię 40 pp przedarł się za linie kompanii i po dojechaniu do ul. Grójeckiej za placem Narutowicza został zniszczony. Kontratakować usiłowała 4 kompania 41 pp, lecz bez skutku. Po przybyciu na pododcinek płk. dypl. Mariana Porwita dowódcy Odcinka Warszawa-Zachód wraz z kompanią ochotniczą z I batalionu 360 pułku piechoty, półkompanią czołgów lekkich 7TP por. Roberta Kraskowskiego i spieszonego plutonu zwiadu konnego 40 pp wraz z kompaniami II/41 pp wykonały kontratak na siły niemieckie przywracając poprzednie położenie. 9 września o godz. 8.15 na stanowiska III batalionu artyleria niemiecka wykonała przygotowanie artyleryjskie. Następnie od południowej strony, druga kolumna 4 DPanc. wzmocniona 33 pułkiem piechoty zmotoryzowanej z 13 DPZmot. wykonała uderzenie w kierunku Woli. Natarcie niemieckie dostało się w ostrzał boczny 5 kompanii 40 pp i przeciwko niej skierowała swoje natarcie oraz ostrzelała rejon jej stanowisk artyleria niemiecka. Niemieckie natarcie zaległo o godz. 11.00 ze stratą trzech czołgów. O godz. 8.15 nastąpił atak niemieckich czołgów i piechoty zmotoryzowanej na 7 kompanię broniącą rejonu ul. Górczewskiej. W zaciekłej walce ogniowej piechota i czołgi niemieckie zostały odparte, unieruchomiono 4 czołgi. Podobnie jak na odcinku 5 kompanii i tu na odcinku 7 kompanii nieprzyjaciel wycofał się. Jeszcze jedna niemiecka kolumna uderzyła wzdłuż ul. Wolskiej ok. godz. 8.15, tu w ogniu 8 kompanii i broni wspierających natarcie niemieckie załamało się. Szczególnie straty poniosły niemieckie oddziały od zapalonych beczek z terpentyną z Fabryki Przetworów Chemicznych „Dobrolin”. Zatrzymana kolumna niemiecka została odrzucona kontratakiem 8 kompanii na odległość 600 metrów. Straty niemieckie wyniosły w tym miejscu nie mniej niż 7 czołgów, kilka samochodów pancernych i wiele samochodów różnych typów. Zginęło wielu żołnierzy niemieckich, w tym duża ilość spłonęła, wzięto 3 jeńców. Trwające 45 minut walki na Woli spowodowały zniszczenie 6 czołgów i unieruchomienie 5 czołgów, kilka samochodów pancernych, 3 autobusy, 20 samochodów transportowych do przewozu piechoty i inne pojazdy. Po załamaniu natarcia 4 DPanc likwidowano grupy żołnierzy niemieckich, które po wycofaniu się czołgów i samochodów, utworzyły gniazda oporu w poszczególnych budynkach. Ostatecznie po południu nieprzyjaciel wycofał się do okolicznych miejscowości na przedpolu 40 pp. Poległo z obu batalionów 40 pp 5 żołnierzy, a 9 odniosło rany. Znacznych strat niemieckim czołgom niemieckim i samochodom pancernym i innym pojazdom przysporzyła artyleria towarzysząca z 29 pal i 41 dal, nie mniej niż 30 pojazdów pancernych. Tego dnia na pododcinek „Środkowy” nazywany od tej pory „Zachód” (Ochota-Wola) pod dowództwem ppłk Józefa Kalandyka napłynęły dalsze wzmocnienia, w tym bataliony 360 pp.
Od północy 9/10 września wzdłuż ul. Opaczewskiej artyleria niemiecka podjęła intensywny ostrzał, od godz. 2.30 niemiecka broń maszynowa prowadziła intensywny ostrzał, następnie niemiecka piechota rozpoczęła natarcie na stanowiska 4 kompanii strzeleckiej 40 pp i 6 kompanii strzeleckiej 41 pp, niemiecki pluton piechoty z 4 czołgami usiłował wedrzeć się na skrzydło 4/40 pp. Natarcie niemieckie zostało powstrzymane, o świcie nieprzyjaciel wycofał się. Obronę czołowych kompanii wzmocniły plutony ochotników, każdy w sile 2 oficerów i 50 szeregowych, zbierano broń i amunicję z przedpola, porzuconą przez oddziały polskie jak i walczące tu niemieckie, wcielano przedzierających się żołnierzy z rozbitych jednostek Armii „Łódź” i Armii „Prusy”. Wszystkie bataliony zajmujące stanowiska w pierwszym rzucie podjęły akcję patrolową, walczono z niemieckimi patrolami i dywersantami. 10 września Warszawa, w tym pododdziały pododcinka „Zachód” były bombardowane przez lotnictwo niemieckie. O godz. 13.00 5 kompania 40 pp odparła niemiecki wypad piechoty z 4 czołgami, 2 czołgi unieruchomiono. Ok. godz. 16.00 po silnym ostrzale artylerii niemieckiej niemiecka piechota wraz z 12 czołgami przeprowadziła natarcie na stanowiska 7 kompanii 40 pp. Natarcie zepchnęło placówkę przed własnymi liniami, lecz dalsze natarcie niemieckie zostało powstrzymane, unieruchomiono 3 czołgi, wzięto 7 jeńców. Po zmroku prowadzono wzmożoną akcję patrolową. Ok. godz. 22.00 na stanowiska kompanii 6/41 pp i 4/40 pp niemiecka piechota dokonała wypadu przy wsparciu broni maszynowej, atak odparto. Na pododcinku przybyłe kompanie saperów podjęły dalszą rozbudowę inżynieryjną pozycji obrony. Straty tego dnia, to 2 poległych 4 rannych.
11 września przed frontem 40 pp i całego pododcinka „Zachód” (Ochota-Wola) rozpoczęło się luzowanie niemieckiej 4 DPanc. przez 31 DP. 11 września nieprzyjaciel nie prowadził aktywnych działań bojowych. Od świtu 12 września niemiecka piechota dokonała wypadów na placówki 5 i 8 kompanii 40 pp, a następnie na stanowiska obronne 5 kompanii. Oba natarcia odrzucono. Grupa szturmowa 8 kompanii odrzuciła nieprzyjaciela. Kompanie II rzutowe 40 pp 6 i 9 wydzielały patrole na przedpole i dokonywały wypadów grup bojowych na tyły niemieckie. Chwytano jeńców niemieckich. Późnym wieczorem niemiecka piechota wsparta samochodami pancernymi i czołgami wykonała natarcie na stanowiska 8 kompanii strzeleckiej przy wsparciu artylerii. Natarcie na stanowiska kompanii odparto, przy stratach 14 poległych i rannych. Kontratak plutonu III odrzucił uchwycony teren przez nieprzyjaciela. Straty poniesione w walkach były uzupełniane przez żołnierzy przedzierających się z przedpola stolicy, a także ochotników z Warszawy. Np. w 8 kompanii utworzono dwa nowe plutony strzeleckie, a w 7 kompanii jeden.
12 września poza walką patrolowa nieprzyjaciel nie przejawiał większej aktywności. 13 września obrońcy Woli i Ochoty prowadzili akcję patrolową i wypady na stanowiska niemieckie, zadając wrogowi straty. Tego dnia do I rzutu obrony wysunięto 6 kompanię strzelecką, która zajęła stanowiska obronne wzdłuż ulic: Na Bateryjce, Bema, Mszczonowskiej. Na dalsze przedpole w kierunku Włoch wysunięto placówki. Kompania 6 zajęła lukę pomiędzy 5 i 4 kompanią. Również 4 kompania 41 pp przeszła do I rzutu obrony zagęszczając ją. Prowadzono prace inżynieryjne, szczególnie na nowych stanowiskach.
14 września w potyczce na stanowiskach 6 kompanii 41 pp stwierdzono obecność oddziałów niemieckiej 1 Dywizji Lekkiej. O godz. 7.30 niemiecka piechota zmotoryzowana, ze wsparciem czołgów wykonała natarcie na obronę 7 kompanii strzeleckiej 40 pp, dzięki silnemu wsparciu artylerii ciężkiej z 47 dywizjonu artylerii ciężkiej i I dywizjonu 9 pułku artylerii ciężkiej, natarcie niemieckie odparto, niszcząc wspólnie z artylerią 8 pojazdów transportowych, wzięto do niewoli niemieckiego oficera i podchorążego. Przed południem teren Woli znalazł się pod ostrzałem artylerii, a lotnictwo niemieckie wykonało bombardowanie bombami fosforowymi wzniecając liczne pożary. W tym czasie jadąca w kierunku Woli duża niemiecka kolumna wojskowa została ostrzelana ogniem bocznym 7 kompanii strzeleckiej i artylerii. Kontratak 7 kompanii i kompanii batalionu stołecznego odrzucił oddział niemiecki i patrolami podjął pościg za wrogiem. Odzyskano wysunięte placówki. Straty 7 kompanii to 4 poległych i 9 rannych. Patrole wszystkich kompanii II batalionu 40 pp osłaniały i prowadziły pozorujące natarcia na pozycje niemieckie, celem odwrócenia uwagi i osłony sukcesywnie wyprowadzanych z Dworca Warszawa-Zachodnia pociągów z mieniem wojskowym i zaopatrzeniem, do stacji Warszawa-Towarowa.
15 września patrole 6 kompanii 41 pp prowadząc zasadzki wzięły do niewoli 4 jeńców, zniszczono dwa samochody, ustalono nową jednostkę przed frontem pododcinka 18 DP. Patrol 7 kompanii 40 pp utracił jednego rannego oficera w niewoli i jednego rannego podchorążego. O godz. 12.00 niemiecka piechota wykonała natarcie na stanowiska 5 kompanii 40 pp, natarcie zostało zatrzymane, a zaległa niemiecka piechota prowadziła walkę ogniową do zmroku, po czym wycofała się. Straty 5/40 pp wynosiły 3 poległych i 4 rannych żołnierzy. Od godz. 16.00 do rana 16 września w rejonie Dworca Warszawa-Zachodnia działała kompania zwiadowcza. Patrole poniosły straty w nocy 15/16 września w rejonie fortu Szczęśliwice poległo dwóch szeregowych, 2 dostało się do niewoli, a 2 zostało rannych. Wieczorem pluton 9 kompanii na placówce Wola od ostrzału artylerii poniósł straty 2 poległych i kilku rannych żołnierzy, następnie placówka ta odparła natarcie niemieckiej piechoty ponosząc straty w godzinnej walce. Poległ jeden żołnierz, kilku zostało rannych.
16 września rano na prawym skrzydle 7 kompanii strzeleckiej w stronę stanowisk wjechało 5 samochodów ciężarowych, ogniem ciężkiej broni piechoty zniszczono 3 samochody, wyprowadzony z własnych linii natychmiastowy kontratak plutonem strzelców doprowadził do wzięcia 12 jeńców i zabrano 2 samochody. Placówka „Wola” na przedpolu 8 kompanii była trzykrotnie atakowana przez pododdział niemiecki i trzykrotnie opuszczana, jak i ponownie odzyskiwana. W potyczkach strona niemiecka straciła 6 żołnierzy i sprawny ckm, po stronie 8/40 pp poległ jeden szeregowy, a ranny został oficer. W nocy 16/17 września trwały drobne potyczki patroli. 17 września o godz. 14.00 do odwodu III/40 pp przekazano spieszoną kompanię zwiadowców, która zajęła obronę wzdłuż ul. Płockiej. Patrol 4/40 pp stoczył potyczkę pod fortem Szczęśliwice, z zasadzki uratowano dwóch żołnierzy rannych. Przez rejon obrony III/40 pp wyszło natarcie zgrupowania ppłk dypl. Leopolda Okulickiego w kierunku Blizne, Stare Babice. Na odcinku II/40 pp o godz. 23.00 4 kompania odparła niemiecki patrol, ze stratami dla wroga.
18 września rano na odcinku 6 kompanii 41 pp rozbito ogniem armaty ppanc. niemiecki pojazd pancerny. Na teren Woli po południu nieprzyjaciel wykonał nawałę artyleryjską w Placówce „Wola” poległo dwóch żołnierzy, jeden został ranny. Po zmroku pluton z 4 kompanii 41 pp dokonał wypadu na obsadzony przez pododdział niemiecki folwark Agril. Po jego zdobyciu pozostał tam jako obsada placówki. 19 września trwał w dalszym ciągu nękający ostrzał artyleryjski, który przynosił straty w rannych i poległych. Patrol 4/40 pp wieczorem podpalił budynek z niemiecką załogą w pobliżu fortu Szczęśliwice, którego uciekająca załoga została ostrzelana przez ckm. 20 września w godz. 10.00-13.00 placówka „Agril” 4/41 pp była atakowana kilkakrotnie bezskutecznie przez niemieckie patrole. 21 września trwało obustronne wzmacnianie placówek i patroli na przedniej linii oporu, wzmocniono nocne ubezpieczenia. Tego dnia saperzy pod osłoną placówek z batalionów II/40 i II/41, wycofali 5 zestawów pociągów z dworca Warszawa-Zachodnia. Pluton odwodowy 6/40 pp zdobył wagon z żywnością i alkoholem z dworca Warszawa-Zachodnia. Po wypiciu skażonego alkoholu 33 żołnierzy plutonu odwodowego uległo zatruciu, w tym 5 zmarło nazajutrz. Po południu placówka „Agril” stoczyła walkę z placówką niemiecka, w której zostało rannych 2 żołnierzy, ale zginęło 5 żołnierzy niemieckich.
22 września brak było aktywności niemieckiej w walce patroli, jedynie artyleria i lotnictwo prowadziły działania nękające. Wieczorem placówkę „Agril” wzmocnił spieszony pluton zwiadowców 41 pp. Nocny wypad z tej placówki nie powiódł się w ogniu niemieckiej broni maszynowej w oświetlonym rakietami terenie poległ jeden oficer i 3 szeregowych z placówki, a dwóch szeregowych odniosło rany. 23 września rozpoczął się gwałtowny ostrzał artyleryjski i bombardowanie miasta. O świcie z Rakowca, Kolonii Rakowiec i z Włoch na pozycje kompanii: 6/41 pp, 4/40 pp i 5/40 pp wypadów dokonały niemieckie pododdziały piechoty wsparte czołgami. Przy pomocy broni maszynowej i ciężkiej broni piechoty wypady zostały odparte, a nieprzyjaciel wycofał się. Za batalionami II/41 pp i II/40 pp ugrupował się dwubatalionowy 56 pułk piechoty płk. Wojciecha Tyczyńskiego. Ok. godz. 9.00 na odcinek 5 kompanii 40 pp po przygotowaniu artyleryjskim uderzyła niemiecka piechota. po godzinnej walce niemieckie pododdziały wycofały się. W 5/40 pp poległo 3 żołnierzy, 5 zostało rannych. Ostrzelane zostały koszary przy ul Ciepłej, gdzie stacjonowało dowództwo 40 pp. Po ostrzale zostało przeniesione do restauracji „Raj” przy ul. Żelaznej 64. Kompania zwiadowców i wzmocniony pluton strzelecki 8 kompanii wystawiły placówki przed Jelonkami przy gliniankach i cegielni. Ok. godz. 23.00 patrol 8 kompanii zaatakował gniazdo niemieckiego ckm w folwarku Włochy. W nocy 23/24 września pod osłoną kompanii 5/40 pp i 6/40 pp saperzy ewakuowali dalsze wagony z dworca Warszawa-Zachodnia. Tego dnia w rejonie remizy tramwajowej rano pododdział niemiecki wykonał wypad na bronioną przez Placówkę „Zajezdnia” 4 kompanii 40 pp, która do godzin popołudniowych związała w walce niemiecki pododdział, ostatecznie odpierając go.
24 września obie placówki sprzed Jelonek zostały wyparte przez niemiecką piechotę i pojazdy pancerne. Kompania zwiadowców odeszła na kwaterę przy ul Ciepłej, druga dołączyła do 8 kompanii. O godz. 13.00 4 kompania 40 pp ostrzelała ogniem dwóch ckm niemiecki sztab w Kolonii Rakowiec. Od tego czasu, aż do 26 września strona niemiecka rozpoczęła huraganowy ostrzał artyleryjski i bombardowania samolotów nurkowych pierwszej linii obrony batalionów: II/41 pp i II/40 pp.
25 września rano bataliony II/41 pp i II/40 pp zostały wzmocnione odpowiednio 1 i 2 kompaniami ochotniczymi batalionu im. Ordona, każda w sile 2 oficerów i 158 szeregowych. W zawalonych od ognia artylerii domach i zasypanych piwnicach zginęło kilkunastu żołnierzy, wielu było rannych lub kontuzjowanych. Zgodnie z planem w nocy 25/26 września przed świtem na fort Szczęśliwice i dalej w kierunku Włoch miał wykonać natarcie I batalion 56 pp i 9 kompania 56 pp. O świcie 26 września odcinki obrony batalionów II/41 pp i II/40 pp zostały ostrzelane huraganowym ogniem niemieckich dział. Do natarcia wyruszył I/56 pp, czołowa 1 kompania strzelecka znalazła się za linią torów przed fortem, została odcięta od reszty batalionu ogniem broni maszynowej z fortu i innych miejsc. Przy wydatnym wsparciu broni maszynowej kompanii 6/41 pp i 4/40 pp będący na przedpolu żołnierze 2 i 3 kompanii 56 pp wycofali się za stanowiska obronne 4/40 pp. Z obu kompanii 56 pp poległo kilkunastu żołnierzy, a kilkudziesięciu zostało rannych. Część rannych z przedpola dostała się do niewoli. 1 kompania 56 pp poniosła ciężkie straty w poległych, reszta dostała się do niewoli na przedpolu fortu. 9 kompania 56 pp atakująca od strony północnej fort Szczęśliwice, również o świcie dostała się w ogień zaporowy niemieckiej artylerii, poniosła ciężkie straty osobowe w poległych i rannych. Wraz z 9/56 pp wycofała się Placówka Budki z 6/40 pp, tracąc kilku poległych i rannych. Z 9 kompanii 56 pp pozostał dowódca i ok. 20 strzelców, reszta poległa, została ranna i dostała się do niewoli lub ukryła w terenie.
26 września od godz. 8.00 po bardzo silnym kilkugodzinnym ostrzale oddziały niemieckie wyruszyły do generalnego szturmu. Placówka „Agril” w sile 4 kompanii 41 pp została wyrzucona z folwarku przez natarcie niemieckiej piechoty z czołgami, 4/41 pp opóźniając wycofała się na lewe skrzydło 6 kompanii 41 pp. Następnie natarcie niemieckie wyszło na kompanię 6/41 pp, prawoskrzydłowy pluton kompanii został zepchnięty 300 metrów od ul. Opaczewskiej na ul. Przemyską. Kontratak odwodowych plutonów 6 i 4 kompanii 41 pp pod dowództwem dowódcy batalionu mjr. Artemiego Aroniszydze doprowadził do odzyskania utraconych stanowisk przy ul. Opaczewskiej i ich utrzymania. Cała 4/41 pp również zajęła stanowiska obronne wzdłuż ul. Opaczewskiej. 5 kompania 41 pp załamała niemieckie natarcie na Polu Mokotowskim, które było przedpolem bronionej przez nią pozycji. Przed pozycją obronną 4 kompanii 40 pp, natarcie niemieckie zepchnęło placówkę „Zajezdnia” i wdarło się do cegielni. Natarcie na stanowiska 4/40 pp poprzedzali obnażeni do pasa, z rękoma w górze jeńcy polscy prawdopodobnie z 56 pp. Ogień zaporowy ckm i z armat ppanc. zatrzymał niemieckie natarcie. Nastąpiła walka ogniowa i silny ostrzał artylerii niemieckiej na wykryte środki ogniowe kompanii. 4/40 pp poniosła ciężkie straty, głównie w rannych sięgające 40% stanu osobowego, wśród nich por. Jan Grzybowski. Utracono środki wsparcia w postaci ckm i granatników. Pod silnym ostrzałem artylerii, czołgów i nacierającej niemieckiej piechoty wraz z niemieckimi pionierami z miotaczami płomieni strona niemiecka wdarła się na linię obrony 4/40 pp. Za zgodą dowódcy batalionu mjr. Antoniego Kassjana 4 kompania wycofała się na rubież obrony przy ul. Częstochowskiej. Pojedyncze stanowiska broniły się w budynkach do zmroku, po czym w części wycofali się do własnych linii obrony. Również o podobnej skali wyszło o godz. 8.30 natarcie na stanowiska 6 kompanii 40 pp. Od ognia artylerii zniszczeniu uległy ckm, armaty ppanc. O godz. 12.00 zburzone zostały budynki gdzie były stanowiska obrony i zasypane okopy. Wielu żołnierzy poległo, zostało rannych i dostało się do niewoli, wysokość strat, to ponad 40% stanu osobowego kompanii. O godz. 14.00 6/40 pp podjęła odwrót w kierunku stanowisk obronnych przy ul. Brylowskiej, gdzie 6 kompania 40 pp podjęła na nowo obronę. W trakcie wycofywania, do niewoli dostało się kilkudziesięciu żołnierzy. W trakcie walki został śmiertelnie ranny mjr Antoni Kassjan. Dowództwo II batalionu 40 pp objął kpt. Zygmunt Neugebauer, podporządkowano mu na stanowiskach przy ul. Częstochowskiej 2 kompanię ochotniczą batalionu im. Ordona i kompanię 56 pp, pozostałości 4 i 6 kompanii 40 pp. Na nowych stanowiskach powstrzymano dalsze niemieckie natarcie. O godz. 16.00 stanowiska przy ul. Częstochowskiej obsadził 56 pp w sile III batalionu i pozostałości I batalionu. Pozostałość II/40 pp o godz. 17.00 podjęła przegrupowanie się w rejon szpitala żydowskiego i budynków fabryki karabinów Państwowej Wytwórni Uzbrojenia. 5 kompania 40 pp o godz. 9.00 znalazła się pod huraganowym ostrzałem niemieckiej artylerii, następnie na jej odcinek wyszło natarcie dwóch niemieckich batalionów piechoty z rejonu Włoch wzdłuż torów kolejowych. Po wycofaniu się obsady 6 kompanii przy ul. Na Bateryjce, pododdział niemiecki zajął parowozownię i zepchnął lewe skrzydło 5/40 pp. Przy wsparciu całej posiadanej broni maszynowej dowódca 5 kompanii 40 pp wykonał kontratak celem odbicia parowozowni siłą 60 żołnierzy. Do kontrataku ppłk Józef Kalandyk wysłał pluton pionierów 40 pp z częścią kompanii gospodarczej 40 pp. Na teren parowozowni wdarł się pododdział szturmowy 5 kompanii ze stratami sięgającymi 9 poległych, w tym jeden oficer i 11 dostało się do niewoli, w tym jeden ranny oficer. W trakcie walki unieruchomiono dwa czołgi i zadano straty oddziałom niemieckim kilkunastu zabitych, w tym 2 oficerów. Kontratak plutonu pionierów i kompanii gospodarczej załamał się. Pododdział szturmowy 5 kompanii został wyparty z parowozowni. Obronę odcinka 5/40 pp wzmocniła 9 kompania 40 pp. Z tyłu w rejonie ul. Prądzyńskiego zajęła zbiorcza kompania strzelecka z pozostałości 4 i 6 kompanii 40 pp, obronę szpitala żydowskiego zorganizowała 2 kompania ochotniczego batalionu im. Ordona. Kompanie te stanowiły odwód II batalionu 40 pp.
O godz. 16.15 ze składu zgrupowania ppłk. dypl. Leopolda Okulickiego, wykonano ześrodkowanie ogniowe przez 5 ckm w bok prowadzonego natarcia oddziałów niemieckich po południowej stronie torów na II batalion 40 pp. O godz. 16.30 wydzielony oddział bojowy w składzie: 3 kompanii IV batalionu 360 pp, lotniczego oddziału szturmowego i kompanii czołgów rozpoznawczych podjął kontratak w bok nacierających oddziałów niemieckich. Natarcie dotarło do toru kolejowego, przy ścianie betonowej zostało załamane, w silnym ogniu broni maszynowej i zaporowym artylerii niemieckiej. Zmalał nacisk niemiecki na obronę II/40 pp. Lotniczy oddział szturmowy podjął nieudaną próbę natarcia na parowozownię. Po dotarciu pod ostrzałem w jej okolice dalszy atak przy stracie kilkunastu żołnierzy poległych i rannych załamał się. Wieczorem podobną próbę podjęła kompania czołgów rozpoznawczych Dowództwa Obrony Warszawy, jej atak również załamał się ze stratą kilku poległych i rannych żołnierzy. W nocy 26/27 września na rozkaz ppłk. Józefa Kalandyka ochotniczy pluton szturmowy z 8 kompanii pod dowództwem por. Zdzisława Pacak-Kuźmirskiego, późno w nocy z zaskoczenia wykonał wypad na parowozownię. W jego wyniku opanowano parowozownię, zlikwidowano ok. 30 żołnierzy niemieckich, w tym oficera z dokumentami. Po pozbieraniu rannych i poległych z poprzednich walk, teren parowozowni przekazano do dalszej obrony 5 kompanii 40 pp.
5/40 pp i 9/40 pp przy dalszych stratach utrzymały swoje stanowiska obronne. W czasie samej nawały artyleryjskiej 9 kompania utraciła 12 poległych żołnierzy. Stanowiska 7/40 pp i 8/40 pp były ostrzeliwane ogniem artylerii niemieckiej i bombardowane, strona niemiecka nie prowadziła natarcia na ich stanowiska. Wieczorem na lotnisku mokotowskim przed stanowiskami 5 kompanii 41 pp wylądował samolot PZL-46 Sum z polską załogą z Rumunii. Kompania zapewniła osłonę samolotu, po wypełnieniu misji, 27 września w nocy samolot odleciał do Kowna na Litwę.
W nocy 26/27 września artyleria niemiecka prowadziła ostrzał znajdujących się na I linii obrony oddziałów pododcinka „Środkowego”. Przed świtem 27 września 29 pułk piechoty pod dowództwem ppłk. Floriana Gryla wyruszył do natarcia na domy leżące pomiędzy ul. Częstochowską, a ul. Opaczewską na odcinku od ul. Białobrzeskiej do ul. Bema. Zadaniem 29 pp było odzyskanie utraconych stanowisk przez II/40 pp. Nacierające dwa bataliony II i III 29 pp opanowały rejon dworca Warszawa-Zachodnia. Dalsze natarcie zaległo pod silnym ostrzałem artylerii niemieckiej i broni maszynowej. Strzelcy Kaniowscy ponieśli znaczne straty osobowe i pozostali na opanowanym terenie do chwili kapitulacji Warszawy. O godz. 7.00 niemiecka piechota wsparta 4 czołgami po przygotowaniu artyleryjskim wykonała natarcie na stanowiska obronne 5 kompanii 40 pp. Atak niemiecki został załamany, na przedpolu trwała do godz. 10.00 walka ogniowa. Na odcinku 8 kompanii placówka „Wola” stoczyła walkę z niemieckim pododdziałem piechoty, w trakcie walki w zabudowie wokół placówki załoga jej straciła jednego poległego i jednego rannego, nieprzyjacielska piechota straciła 20 jeńców, 15 zabitych i 10 rannych. Od godz. 11.00 do 12.00 na odcinek 7 kompanii 40 pp artyleria niemiecka wykonała nawałę ogniową.

##### Działania bojowe I batalionu 40 pp
I batalion 40 pp wyjechał z Dworca Czerniowskiego we Lwowie 3 września. Podczas transportu był kilkakrotnie bombardowany przez lotnictwo niemieckie, w tym 5 września po południu w Brześciu nad Bugiem, gdzie szoku doznał oficer żywnościowy. Batalion nie poniósł strat. 7 września na stacji kolejowej w Mrozach mjr Kazimierz Albrecht otrzymał rozkaz marszu do Warszawy. Z uwagi na zablokowanie torów kolejowych, wyładunek batalionu nastąpił w Mińsku Mazowieckim. Poprzez Anin, Wawer, Grochów, batalion wieczorem 8 września dotarł do Parku Paderewskiego w Warszawie, gdzie stanął na postoju. Podczas marszu był atakowany przez dywersantów i bombardowany. 8 września wieczorem jeden z plutonów wyszedł na patrol w rejon Wału Miedzyszyńskiego. 9 września I/40 pp został podporządkowany dowódcy Odcinka Warszawa-Wschód (Praga). Batalion wzmocniony 2 armatami przeciwpancernymi i 2 armatami polowymi miał poprzez budowę przyczółków mostowych bronić bezpośredniego dostępów do mostów Poniatowskiego, kolejowego i Kierbedzia. Budowano pozycje ryglowe i reduty wewnątrz przyczółków od strony południowej i północnej. po stronie Pragi. Stanowił jednocześnie odwód Dowództwa Obrony Warszawy, a z czasem odwód dowódcy Odcinka Warszawa-Wschód (Praga). I/40 pp zajął stanowiska: 1 kompanią strzelecką z I plutonem ckm i armatą polową od Ogrodu Zoologicznego do ul. Ząbkowskiej i skrzyżowania z ul. Tarchomińską. 1 kompania jednym plutonem bezpośrednio ochraniała most Kierbedzia. 2 kompania strzelecka z II plutonem ckm zajęła odcinek od ul. Kępnej do placu Waszyngtona, wzdłuż ul. Targowej i ul. Zielenieckiej. Jednym plutonem ochraniała na obu przyczółkach most kolejowy. 3 kompania strzelecka wzmocniona IV plutonem ckm, armatą ppanc. i armatą polową od alei Waszyngtona do ul. Miedzyszyńskiej. Jednym plutonem miała ochraniać oba przyczółki mostu Poniatowskiego. Przydzielone ciężkie karabiny maszynowe zapewniały również obronę plot. mostów i stanowisk batalionu.
10 września schwytano dwóch niemieckich szpiegów w ubraniach cywilnych. 11 września obsługa ckm na taczance nad mostem Poniatowskiego zestrzeliła niemiecki samolot. Jeden z patroli schwytał kilku dywersantów. W trakcie przeszukania kolejnego budynku stoczono walkę z niemieckimi dywersantami, w wyniku której dywersanci zostali zlikwidowani, zdobyto kilka pistoletów maszynowych. W nocy 11/12 września w rejonie mostu kolejowego jedna z drużyn 2/40 pp stoczyła walkę z dywersantami, wzięła do niewoli dwóch rannych dywersantów. 11 i 12 września toczono potyczki z dywersantami w rejonie ul. Floriańskiej, Szerokiej i Jagiellońskiej. 12 września stworzono z III plutonu ckm samodzielne gniazdo oporu na skrzyżowaniu ulic Zamojskiego, Zielenieckiej i Targowej od strony ul. Grochowskiej. 13 września do I batalionu włączono kompanię żołnierzy, która otrzymała nr 4 i stanowiła odwód batalionu rozwinięta za 1 kompanią strzelecką między ul. Wileńską a ul. Kępną. 17 września grupa żołnierzy batalionu przy moście Kierbedzia wzięła udział w ratowaniu zbiorów z płonącego Zamku Królewskiego.
18 września od ostrzału artylerii niemieckiej poległo 6 żołnierzy z 3/40 pp, również kilku żołnierzy poległo i kilku zostało rannych w punkcie żywnościowym batalionu. Niemiecki pocisk trafił w gniazdo broni maszynowej 1 kompanii ckm poległ jeden żołnierz, 5 zostało rannych rozbito ckm. Na ul. Targowej zlikwidowano dywersanta. O północy 18/19 września na pozycjach 1 kompanii 40 pp stoczono walkę z plutonem niemieckiej piechoty wspartej czołgiem. Czołg zniszczyła artyleria, niemiecka piechota wycofała się ul. Wileńską, podczas pościgu I pluton wziął do niewoli 12 jeńców. 19 września poległo kilku żołnierz z 2 i 3 kompanii. 22 września podczas przeszukania budynku przy ul. Berezyńskiej zlikwidowano radiostację, a ujętego dywersanta przekazano żandarmerii. 24 i 26 września I/40 pp był w gotowości do wykonania kontrataków na korzyść 20 Dywizji Piechoty w kierunku przedpola dworca Warszawa-Wileńska i na korzyść 336 pułku piechoty na Saskiej Kępie. Oba niebezpieczeństwa zostały zażegnane przez właściwych dowódców. W trakcie swoich działań batalion był bombardowany przez lotnictwo niemieckie i ostrzeliwany przez artylerię niemiecką. Ponosił straty w poległych i rannych, jednak nie wziął bezpośredniego udziału w walkach całością batalionu.
W trakcie walk w obronie Warszawy poległo 385 żołnierzy pułku, 520 zostało rannych i 100 zaginionych. Orderem Virtuti Militari odznaczono 99 oficerów i szeregowych 40 pp, Krzyżem Walecznych 104 żołnierzy.

### Oddział Zbierania Nadwyżek 40 pp i batalion marszowy 40 pp

#### Batalion marszowy 40 pp
Po wyjeździe ze Lwowa 40 pp, pozostał w garnizonie zmobilizowany batalion marszowy 40 pułku piechoty pod dowództwem mjr. Eugeniusza Kubicza. Ze względu, że do Lwowa w szybkim tempie posuwały się wojska niemieckie gen. bryg. Władysław Langner rozkazał zorganizować osłonę Lwowa na linii rzeki Wereszycy. Dowódcą zgrupowania mającego bronić rzeki Wereszycy od miejscowości Stawski do miejscowości Lubień Wielki został ppłk Ludwik Dmyszewicz, nazwano zgrupowaniem „D”. Zgrupowanie „D” jak również inne zgrupowania broniące przedpola i miasta Lwowa podlegały dowódcy Grupy Obrony Lwowa gen. dyw. w st. spocz. Rudolfowi Prichowi. Od 9 września batalion marszowy obsadził rejon Gródka Jagiellońskiego, dalej na południe w kierunku Lubienia Wielkiego linię rzeki Wereszycy jedynie dozorowano. Do Lubienia Wielkiego skierowano pluton ppor. Antoniego Lisowskiego, a do Komarna pluton ppor. rez. Michała Korola. 11 września oddziały niemieckie zajęły Sambor, skąd w kierunku Lwowa wyruszyła zmotoryzowana grupa bojowa z niemieckiej 1 Dywizji Górskiej. 12 września rano czołowe oddziały grupy bojowej płk. Ferdynanda Schörnera stoczyły potyczkę z plutonem batalionu marszowego 40 pp pod Rudnikiem i Lubieniem Wielkim. Po jego odrzuceniu grupa bojowa 1 DG pojechała na Lwów. W nocy 12/13 września batalion marszowy 40 pp opuścił Gródek Jagielloński i odmaszerował w kierunku, na północny zachód od Lwowa w rejon Dąbrowicy, gdzie 13 września został włączony w skład improwizowanej Grupy „Żółkiew” płk. dypl. st. spocz. Stefana Iwanowskiego. Od 14 września podporządkowano bm 40 pp dowódcy oddziału kawalerii ppłk. Stefanowi Gołaszewskiemu. Oddział ppłk. Stefana Gołaszewskiego osłaniał 10 BK od strony Janowa. W nocy 15/16 września główne siły Grupy „Żółkiew” przegrupowały się, nadal osłaniając walki 10 BK od strony północnej, północno-zachodniej i zachodniej. Rano 16 września przyjęto ugrupowanie: Na prawym skrzydle północny skraj Żółkwi obsadził batalion marszowy 53 pp, w środku w rejonie Glińsko, wzg. 347 „Haraj”, Skwarzawa Stara bronił się I batalion 53 pp. Na lewym skrzydle na przedpolu rejon Majdan, Dąbrowica, Łozina dozorowało zgrupowanie ppłk. Gołaszewskiego w składzie: batalionu marszowego 40 pp oraz dwóch konnych i dwóch pieszych szwadronów OZ Kresowej BK, a bateria artylerii i dowództwo grupy było w Żółkwi. Tego dnia grupa nie miała kontaktu bojowego z wyjątkiem pododdziałów wspierających 10 BK. 16 września wieczorem od strony Rawy Ruskiej pod Żółkiew przybył oddział wydzielony niemieckiej 2 Dywizji Pancernej. W nocy Żółkiew została ostrzelana przez artylerię niemiecką. 17 września ok. południa grupa bojowa 2 DPanc. uderzyła na Żółkiew i broniące je oddziały grupy. Niemieckie natarcie przełamało opór, po dwugodzinnej i gwałtownej walce. Większość grupy wycofała się na południowy wschód w kierunku Kulikowa, a część na wschód w kierunku Kamionki Strumiłłowej. Oba zgrupowania bez dowódcy, 17 i 18 września uległy stopniowemu rozproszeniu się. Jedynie z oddziału ppłk. Stefana Gołaszewskiego, część pododdziałów dołączyła do zgrupowania gen. broni Kazimierza Sosnkowskiego w Lasach Brzuchowickich. Pod Kulikowem w składzie zgrupowania ppłk Gołaszewskiego znalazły się szwadrony OZ Kresowej BK i pozostałości batalionów marszowych 40 pp i 53 pp. Resztka oddziału ppłk. Gołaszewskiego weszła w skład pozostałości wojsk Frontu Południowego i dzieliła jej dalsze losy.

##### Obsada dowódcza batalionu marszowego 40 pp
- dowódca batalionu - por. rez. Józef Martyka (do 8 IX 1939), mjr Eugeniusz Kubicz[67]
- dowódca 1 kompanii strzeleckiej - NN
- dowódca 2 kompanii strzeleckiej - NN
- dowódca 3 kompanii strzeleckiej - por. rez. Tadeusz Adamczak
- dowódca kompanii ckm - por. rez. Józef Martyka
  - dowódca plutonu strzeleckiego - ppor. rez. Michał Korol
  - dowódca plutonu strzeleckiego - ppor. Antoni Lisowski

#### Oddział Zbierania Nadwyżek 40 pp
W Oddziale Zbierania Nadwyżek 40 pp pod dowództwem ppłk. Stanisława Kaliksta Brzezińskiego po zmobilizowaniu wszystkich przewidzianych planem oddziałów i pododdziałów pozostało ok. 3000 żołnierzy. W większości bez broni i wyposażenia, w części nie umundurowani. Nadwyżki te weszły w skład organizowanego w koszarach 40 pp i 19 pułku piechoty Ośrodka Zapasowego 5 Dywizji Piechoty. Po dozbrojeniu wyekwipowaniu i umundurowaniu sformowano z żołnierzy 40 pp w ramach OZ 5 DP dwa następne bataliony piechoty stanami zbliżone do liniowych pod dowództwem: por. rez. Włodzimierza Hermana i mjr Stanisława Gębarowicza. Dowódca OZN 40 pp po włączeniu do OZ 5 DP, przeszedł od 14 września na stanowisko dowódcy pododcinka „Góra Stracenia” w sektorze zachodnim Grupy Obrony Lwowa, przekształconego 19 września w pułk piechoty „Góra Stracenia”. W pułku tym służyło kilku oficerów 40 pp. Działania bojowe batalionów sformowanych z żołnierzy 40 pp w ramach OZ 5 DP zostaną opisane w artykule Ośrodek Zapasowy 5 Dywizji Piechoty.
| Struktura organizacyjna i obsada personalna we wrześniu 1939           | Struktura organizacyjna i obsada personalna we wrześniu 1939                         | Struktura organizacyjna i obsada personalna we wrześniu 1939 |
| Stanowisko                                                             | Stopień, imię i nazwisko                                                             | Uwagi                                                        |
| Dowództwo                                                              | Dowództwo                                                                            | Dowództwo                                                    |
| ---------------------------------------------------------------------- | ------------------------------------------------------------------------------------ | ------------------------------------------------------------ |
| dowódca                                                                | ppłk Józef Kalandyk                                                                  |                                                              |
| I adiutant                                                             | kpt. Zygmunt Neugebauer                                                              | do 26 IX 1939                                                |
| II adiutant                                                            | ppor. rez. mgr Zbigniew Józef Świerczyński                                           |                                                              |
| oficer informacyjny                                                    | kpt. Stefan Polek                                                                    |                                                              |
| oficer łączności                                                       | por. Alfred Zygmunt Brzozowski                                                       |                                                              |
| oficer do dyspozycji dowódcy pułku (nieetatowy)                        | ppor. rez. Marian Rojek                                                              |                                                              |
| dowódca plutonu ochrony dowództwa pułku (nieetatowy)                   | pchor. Jan Wąsowicz                                                                  |                                                              |
| kwatermistrz                                                           | kpt. Tadeusz Dobrzański                                                              |                                                              |
| dowódca kompanii gospodarczej                                          | ppor. rez. Iwański                                                                   |                                                              |
| naczelny lekarz                                                        | por. lek. dr Stanisław Dujanowicz                                                    |                                                              |
| I batalion                                                             |                                                                                      |                                                              |
| dowódca                                                                | mjr Kazimierz Karol Albert                                                           |                                                              |
| adiutant batalionu                                                     | ppor. rez. Zygmunt Edward Pudełko                                                    |                                                              |
| dowódca plutonu łączności                                              | ppor. rez. Adam Polak                                                                |                                                              |
| dowódca 1 kompanii strzeleckiej                                        | ppor. Marian Jan Liśkiewicz                                                          |                                                              |
| dowódca I plutonu                                                      | ppor. rez. Zbigniew Krajewski                                                        |                                                              |
| dowódca II plutonu                                                     | ppor. rez. Marian Franciszek Krzaczkowski                                            |                                                              |
| dowódca III plutonu                                                    | ppor. Sylwester Marek                                                                |                                                              |
| dowódca 2 kompanii strzeleckiej                                        | por. Marian Kazimierz Trojanowski                                                    |                                                              |
| dowódca I plutonu                                                      | ppor. rez. Tadeusz Sulewski                                                          |                                                              |
| dowódca II plutonu                                                     | ppor. rez. Mieczysław Kołek                                                          |                                                              |
| dowódca III plutonu                                                    | ppor. rez. Roman Wojnarowski                                                         |                                                              |
| dowódca 3 kompanii strzeleckiej                                        | por. rez. Franciszek Emerych                                                         |                                                              |
| dowódca I plutonu                                                      | sierż. pchor. Dymitr Wójcik                                                          |                                                              |
| dowódca II plutonu                                                     | ppor. rez. Wiesław Michałowski                                                       |                                                              |
| dowódca III plutonu                                                    | ppor. Jan Haduch                                                                     |                                                              |
| dowódca 1 kompanii ckm                                                 | por. Mieczysław Jan Mołodyński                                                       |                                                              |
| dowódca I plutonu                                                      | ppor. rez. Aleksander Dziewałowski                                                   |                                                              |
| dowódca II plutonu                                                     | ppor. rez. Jan Serwa (do 10 IX 1939) ppor. Jerzy Czuma (od 14 IX 1939)               |                                                              |
| dowódca III plutonu                                                    | sierż. pchor. Kämpf                                                                  |                                                              |
| dowódca IV plutonu (taczanek)                                          | plut. pchor. Marian Karpiński                                                        |                                                              |
| dowódca plutonu moździerzy                                             | ppor. rez. Władysław Bończa-Dyliński                                                 |                                                              |
| dowódca 4 kompanii strzeleckiej (nieetatowa z rozbitków) od 13 IX 1939 | por. Antoni Ciesielski                                                               |                                                              |
| dowódca I plutonu                                                      | ppor. rez. Roman Stanisław Felsztyński                                               |                                                              |
| dowódca II plutonu                                                     | ppor. Leon Kulczycki                                                                 |                                                              |
| dowódca III plutonu                                                    | ppor. Wiktor Zwieszchowski                                                           |                                                              |
| II batalion                                                            |                                                                                      |                                                              |
| dowódca                                                                | mjr Antoni Kassian (do 26 IX 1939) kpt. Zygmunt Neugebauer (od 26 IX 1939)           |                                                              |
| adiutant batalionu                                                     | ppor. rez. Wacław Biederman                                                          |                                                              |
| dowódca plutonu łączności                                              | ppor. rez. Kozłowski                                                                 |                                                              |
| dowódca 4 kompanii strzeleckiej                                        | por. Jan Grzybowski                                                                  |                                                              |
| dowódca I plutonu                                                      | ppor. rez. Tadeusz Leonard Chorostecki                                               |                                                              |
| dowódca II plutonu                                                     | ppor. Stanisław Karałow                                                              |                                                              |
| dowódca III plutonu                                                    | ppor. rez. Ignacy Henryk Steinbach                                                   |                                                              |
| dowódca 5 kompanii strzeleckiej                                        | por. Jan Józef Jeleń                                                                 |                                                              |
| dowódca I plutonu                                                      | ppor. Stanisław Wanicki                                                              |                                                              |
| dowódca II plutonu                                                     | ppor. rez. Leon Józef Fisch                                                          |                                                              |
| dowódca III plutonu                                                    | ppor. rez. Jan Ruxer                                                                 |                                                              |
| dowódca 6 kompanii strzeleckiej                                        | por. Zygmunt Michał Ziemba                                                           |                                                              |
| dowódca I plutonu                                                      | ppor. rez. Mieczysław Kowalski                                                       |                                                              |
| dowódca II plutonu                                                     | ppor. rez. Piotr Gniadek                                                             |                                                              |
| dowódca III plutonu                                                    | ppor. rez. Adam Wiśniewski                                                           |                                                              |
| dowódca 2 kompanii ckm                                                 | por. rez. Adam Franciszek Ralski                                                     |                                                              |
| dowódca I plutonu                                                      | ppor. rez. Henryk Sylwester                                                          |                                                              |
| dowódca II plutonu                                                     | ppor. rez. Lesław Dreszer                                                            |                                                              |
| dowódca III plutonu                                                    | plut. pchor. Morawski                                                                |                                                              |
| dowódca IV plutonu (taczanki)                                          | ppor. rez. Zbigniew Sobolewski                                                       |                                                              |
| dowódca plutonu moździerzy                                             | ppor. Zygmunt Stanisław Heimroth                                                     |                                                              |
| III batalion                                                           |                                                                                      |                                                              |
| dowódca                                                                | mjr inż. Antoni Sanojca                                                              |                                                              |
| adiutant batalionu                                                     | ppor. rez. Kazimierz Lisowski                                                        |                                                              |
| dowódca plutonu łączności                                              | ppor. rez. Stanisław Jacek Krzyszkowski                                              |                                                              |
| dowódca 7 kompanii strzeleckiej                                        | por. Edmund Karol Grabowski                                                          |                                                              |
| dowódca I plutonu                                                      | ppor. Kazimierz Żyluk                                                                |                                                              |
| dowódca II plutonu                                                     | ppor. rez. Ireneusz Kaczanowicz                                                      |                                                              |
| dowódca III plutonu                                                    | ppor. rez. Michał Zięba (do 14 IX 1939) ppor. rez. Antoni Giziński (od 15 IX 1939)   |                                                              |
| dowódca IV plutonu ochotniczego                                        | ppor. rez. Dąbrowski                                                                 |                                                              |
| dowódca 8 kompanii strzeleckiej                                        | por. Zdzisław Pacak-Kuźmirski                                                        |                                                              |
| dowódca I plutonu                                                      | ppor. rez. Jerzy Grochowalski                                                        |                                                              |
| dowódca II plutonu                                                     | ppor. rez. Jan Szopiński (do 12 IX 1939) pchor. Tadeusz Jędrychowski (od 13 IX 1939) |                                                              |
| dowódca III plutonu                                                    | sierż. pchor. / ppor. Tadeusz Józef Adamski                                          |                                                              |
| dowódca IV plutonu ochotniczego                                        | ppor. rez. Stanisław Podkopowicz                                                     |                                                              |
| dowódca 9 kompanii strzeleckiej                                        | por. rez. Emanuel Leonard de Świeyli-Świeykowski                                     |                                                              |
| dowódca I plutonu                                                      | ppor. Piotr Pazdro (do 15 IX 1939) ppor. rez. Michał Zięba                           |                                                              |
| dowódca II plutonu                                                     | ppor. rez. Franciszek Zbiegień                                                       |                                                              |
| dowódca III plutonu                                                    | ppor. rez. Ryszard Koncewicz                                                         |                                                              |
| dowódca 3 kompanii ckm                                                 | ppor. Zbigniew Mieczysław Pietras                                                    |                                                              |
| dowódca I plutonu                                                      | ppor. rez. Adam Stefan Grabowski                                                     |                                                              |
| dowódca II plutonu                                                     | plut. pchor. Adam Ślęzak                                                             |                                                              |
| dowódca III plutonu                                                    | ppor. rez. Józef Gałuszka                                                            |                                                              |
| dowódca IV plutonu (taczanki)                                          | ppor. rez. Antoni Podejma                                                            |                                                              |
| dowódca plutonu moździerzy                                             | ppor. rez. Tadeusz Bedlewicz                                                         |                                                              |
| Pododdziały specjalne                                                  |                                                                                      |                                                              |
| dowódca kompanii przeciwpancernej                                      | por. Mieczysław Franciszek Baran                                                     |                                                              |
| dowódca I plutonu                                                      | ppor. rez. Zdzisław Fuks                                                             |                                                              |
| dowódca II plutonu                                                     | ppor. rez. Tadeusz Ciepły                                                            |                                                              |
| dowódca III plutonu                                                    | plut. pchor. Tadeusz Konopacki                                                       |                                                              |
| dowódca kompanii zwiadowców                                            | ppor. Tadeusz Ludwik Düring                                                          |                                                              |
| dowódca plutonu konnego                                                | ppor. rez. Konstanty Wejrych                                                         |                                                              |
| dowódca plutonu kolarzy                                                | ppor. rez. Zdzisław Kazimierz Szczudłowski                                           |                                                              |
| dowódca plutonu łączności                                              | por. Alfred Baran                                                                    |                                                              |
| dowódca plutonu artylerii piechoty                                     | por. art. Tadeusz Targowski                                                          | niewola niemiecka                                            |
| dowódca plutonu pionierów                                              | ppor. rez. Jerzy Marian Bratkowski                                                   | niewola niemiecka                                            |
| dowódca plutonu przeciwgazowego                                        | ppor. rez. Kazimierz Surak                                                           | niewola niemiecka                                            |

## Symbole pułkowe

### Sztandar

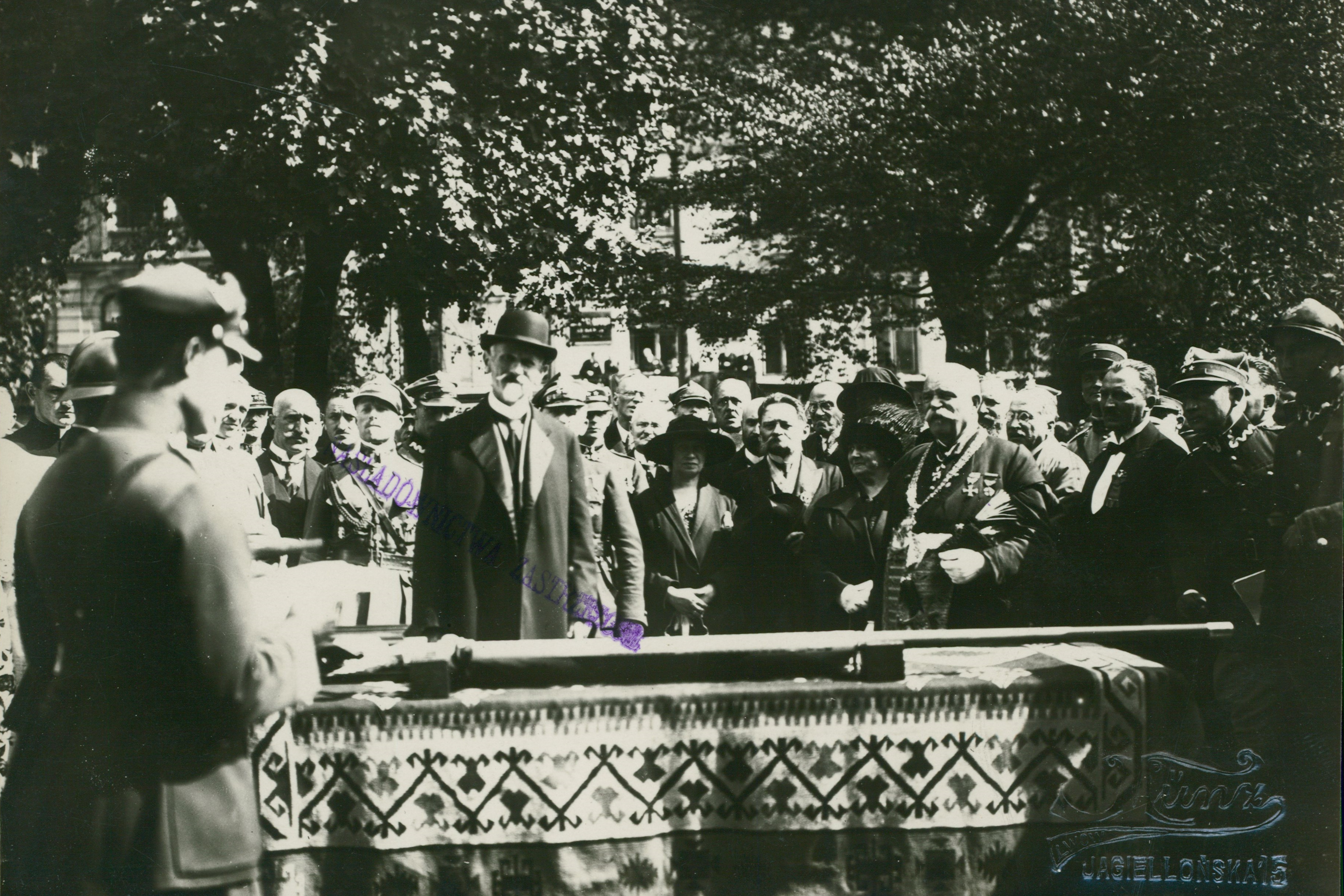
Uroczystość wręczenia sztandaru 40 pp podczas wizyty prezydenta Stanisława Wojciechowskiego we Lwowie

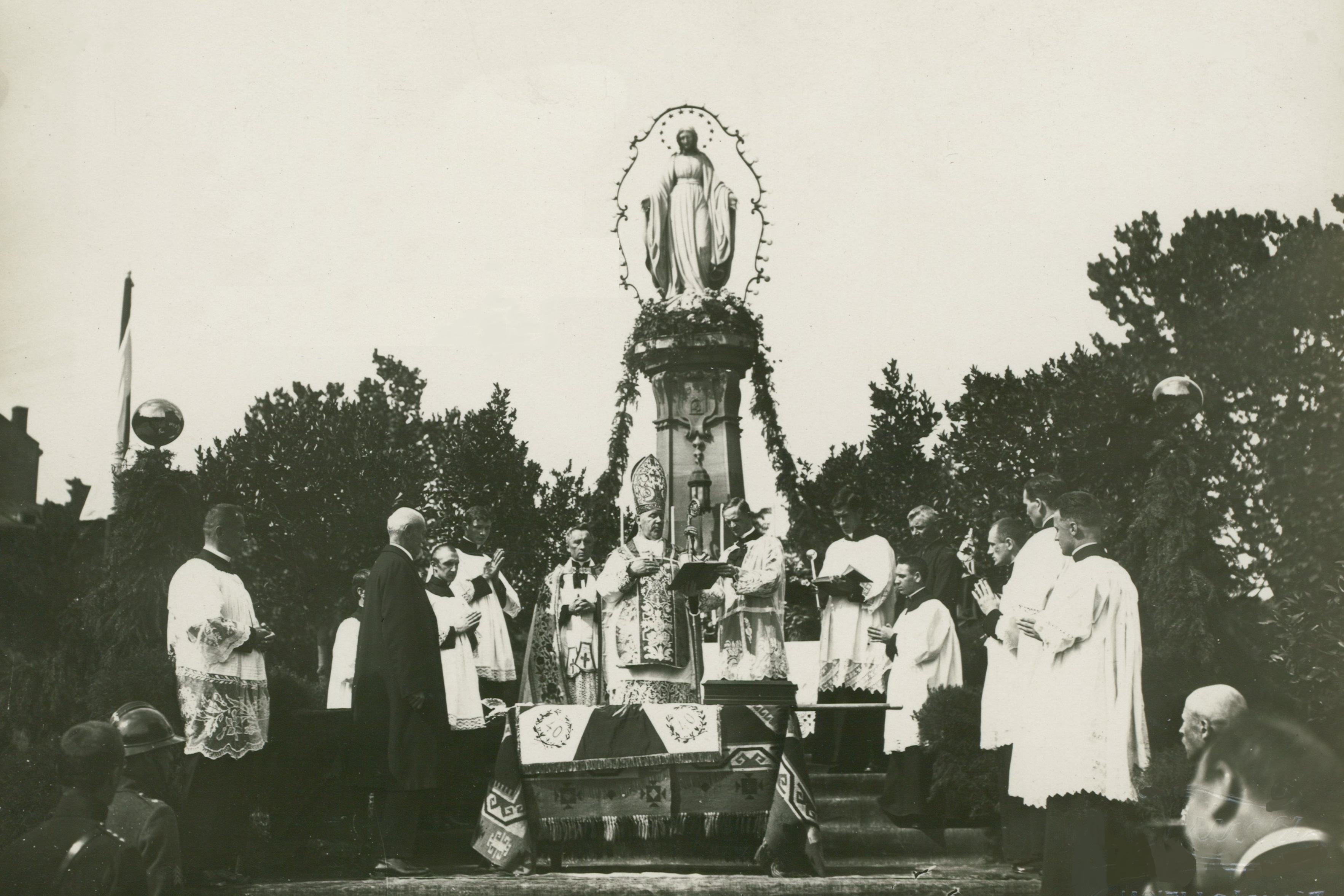
Poświęcenie sztandaru 40 pp we Lwowie - mszę św. odprawia bp polowy Stanisław Gall; 6 września 1924

Nadanie sztandaru i zatwierdzenie jego wzoru ujęte zostało w dzienniku Rozkazów MSWojsk. z 1923 roku, nr 43 poz. 555. 6 września 1924 roku, na Placu Mariackim (obecnie Plac Adama Mickiewicza) we Lwowie, Prezydent RP Stanisław Wojciechowski wręczył chorągiew dowódcy pułku, pułkownikowi Władysławowi Langnerowi. Chorągiew i księgę chorągwianą ufundowali mieszkańcy Lwowa, a komitetowi organizacyjnemu przewodniczył prezydent Lwowa, Józef Neumann. Na chorągwi umieszczono daty i miejscowości sławnych bitew stoczonych przez pułk: Krzemieniec, Wołpa, Łopatyn, Busk, Nowokonstantynów, Kościarnia, Sokolniki i Olesko. Po kapitulacji Warszawy w 1939, na rozkaz dowódcy pułku ppłk. Kalandyka płachta sztandaru została spalona (usunięte wcześniej orzeł wraz z drzewcem zostały zakopane, natomiast metalowe nici, z których wyszyto orła, zostały wyprute i rozdane między żołnierzy pułku). Po wojnie wykonano reprodukcję sztandaru.

### Odznaka pamiątkowa
9 października 1928 roku Minister Spraw Wojskowych, marszałek Polski Józef Piłsudski zatwierdził wzór i regulamin odznaki pamiątkowej 40 Pułku Piechoty. Odznaka o wymiarach 36x26 mm ma kształt owalnego medalionu o srebrnych brzegach, emaliowanego w kolorze białym. W centrum odznaki nałożony, na granatowo emaliowanej tarczy, herb Lwowa, u dołu miniatura Orderu Virtuti Militari oraz numer i inicjały „40 PP”. Odznaka oficerska, trzyczęściowa, wykonana w srebrze, emaliowana. Na rewersie próba srebra i imiennik grawera „WB”. Nakrętka sygnowana z numerem. Wykonawcą odznaki był Władysław Buszek ze Lwowa.

## Lwowskie dzieci
Dowódcy pułku

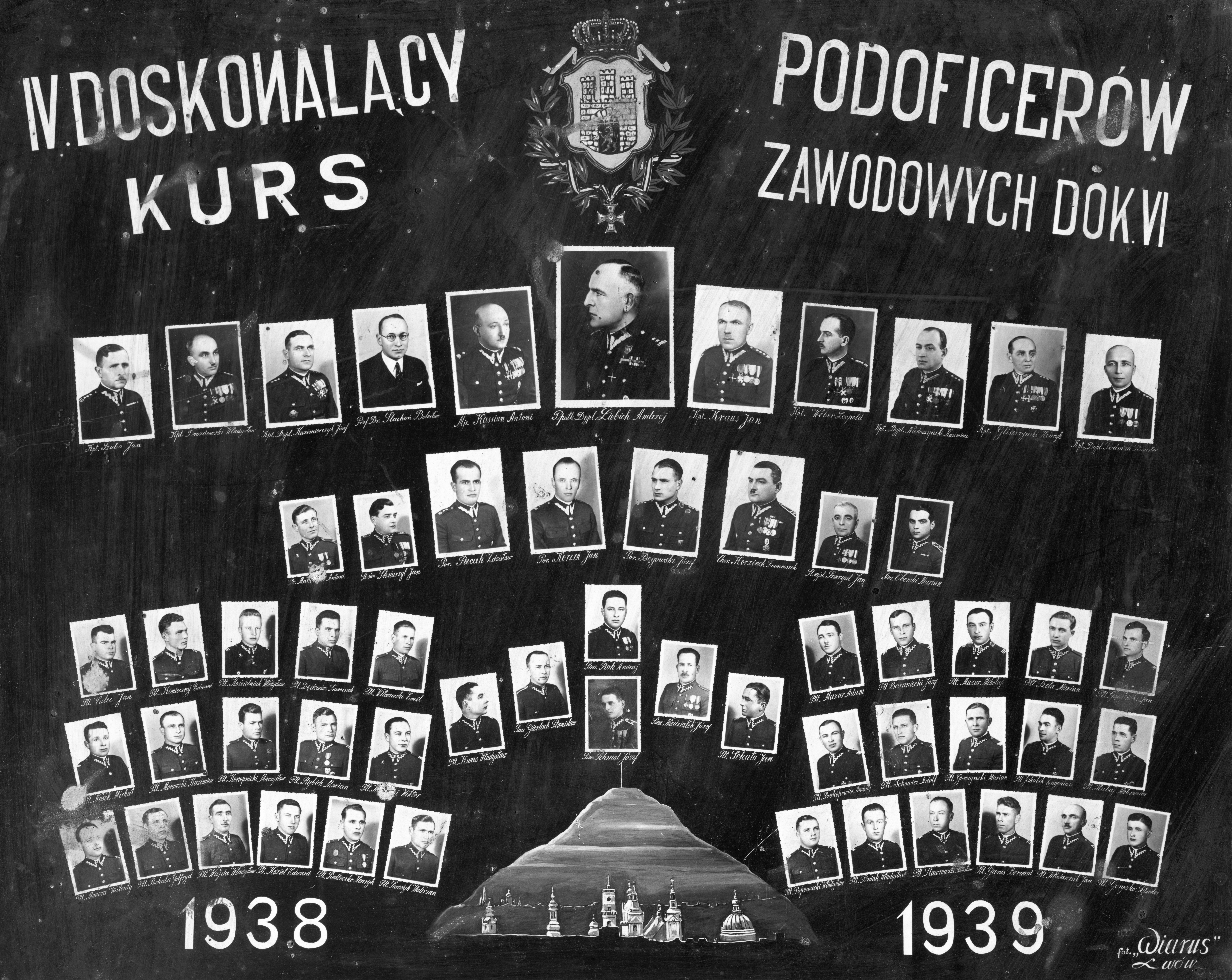
Tableau słuchaczy IV Doskonalącego Kursu Podoficerów Zawodowych DOK VI zorganizowanego w latach 1938–1939 przy 40 pp

- ppłk Karol Krauss (24 XI 1918 – 1 VII 1919)
- płk Julian Pieńkowski (2 VII 1919 – 14 XII 1919)
- kpt Henryk Weiss (15 XII 1919 – 20 XII 1919)
- mjr Alojzy Łukawski (21 XII 1919 – 11 III 1920)
- płk Stanisław Rosnowski (12 III 1920 – 29 VI 1920)
- kpt. Jan Wierzchoń (30 VI 1920 – 5 VIII 1920)
- płk Stanisław Rosnowski (6 VIII 1920 – 19 VIII 1920)
- ppłk Henryk Weiss (20 VIII 1920 – 18 VIII 1922)
- ppłk dr Zygmunt Hołobut (19 VIII 1922 – 26 XII 1922)
- ppłk Trojanowski Jerzy (27 XII 1922 – 18 I 1923)
- płk Henryk Weiss (19 I 1923 – 17 III 1923)
- ppłk Trojanowski Jerzy (18 III 1923 – 11 V 1923)
- płk Władysław Langner (12 V 1923 – 31 III 1927)
- płk piech. Józef Gigiel-Melechowicz (31 III 1927 – 12 I 1937)
- ppłk dypl. Andrzej Bronisław Bruno Liebich (12 I 1937 – 10 III 1939)
- ppłk piech. Józef Kalandyk (10 III – 30 IX 1939)

Zastępcy dowódcy pułku (od 1938 roku – I zastępca dowódcy)
- ppłk SG Adam Brzechwa-Ajdukiewicz (IX 1924 – IX 1926)
- ppłk piech. Stanisław Widacki (X 1926 – VI 1927 → komendant Korpusu Kadetów Nr 1)
- ppłk piech. Walerian Wiśniewski (31 X - 23 XII 1927 → dowódca 53 pp)
- ppłk piech. Adam Sikorski (do 26 IV 1928 → zastępca dowódcy 26 pp[82])
- ppłk dypl. dr Kazimierz Putek (26 IV 1928 – 31 VIII 1932 → komendant PKU Miechów[83])
- ppłk dypl. Bolesław Stanisław Borkowski (1 IX 1932 – 1934 → dowódca 21 pp)
- ppłk piech. Kazimierz Czarnecki (od III 1935)
- ppłk dypl. Andrzej Bronisław Bruno Liebich (do 12 I 1937 → dowódca 40 pp)
- ppłk dypl. Antoni Chruściel (I 1937 – II 1938)
- ppłk piech. Józef Kalandyk (IX 1938 – 10 III 1939 → dowódca pułku)

### Żołnierze 40 pułku piechoty – ofiary zbrodni katyńskiej
Biogramy ofiar zbrodni katyńskiej znajdują się między innymi w bazach udostępnionych przez Ministerstwo Kultury i Dziedzictwa Narodowego oraz Muzeum Katyńskie.
| Nazwisko i imię            | stopień            | zawód                | miejsce pracy przed mobilizacją  | zamordowany |
| -------------------------- | ------------------ | -------------------- | -------------------------------- | ----------- |
| Golenia Izydor             | ppor. rez.         | fizyk, dr filozofii  |                                  | Katyń       |
| Marciak Stanisław          | por. rez.          | prawnik, dr          | Bank GK we Lwowie                | Katyń       |
| Piotrowski Zygmunt         | ppor. rez.         | technik budowlany    |                                  | Katyń       |
| Ruhm Bolesław              | ppor. rez.         | nauczyciel           |                                  | Katyń       |
| Szmurło Witold             | ppor. rez.         | technik budowlany    | Okr. Urząd Ziemski w Warszawie   | Katyń       |
| Baranowski Kazimierz       | ppor. rez.         |                      |                                  | Charków     |
| Biesiadecki Jan            | por. rez.          | leśnik               | leśniczy w Romanowie             | Charków     |
| German Zbigniew            | ppor. rez.         | prawnik, mgr         |                                  | Charków     |
| Gross Aleksander           | ppor. rez.         |                      |                                  | Charków     |
| Grzyb Józef                | kpt. w st. sp.     |                      |                                  | Charków     |
| Krzyworączka Konrad        | porucznik          | żołnierz zawodowy    |                                  | Charków     |
| Lisowski Aleksander        | por. rez.          | prawnik              | bank                             | Charków     |
| Łańcucki Jan               | ppor. rez.         | nauczyciel           |                                  | Charków     |
| Łukomski Michał            | kapitan            | żołnierz zawodowy    |                                  | Charków     |
| Niedzielski Władysław      | ppor. rez.         | urzędnik             |                                  | Charków     |
| Nuckowski Wiesław          | ppor. rez.         |                      |                                  | Charków     |
| Paradowski Edward          | ppor. rez.         | technik mechanik     |                                  | Charków     |
| Pawulski Stanisław Tadeusz | kpt. adm. (piech.) | oficer służby stałej |                                  | Charków     |
| Piontkiewicz Adam          | ppor. rez.         | handlowiec           |                                  | Charków     |
| Pisarik Marian             | por. rez.          | urzędnik             | Okręgowa IKP we Lwowie           | Charków     |
| Płoszczański Jan           | ppor. rez.         | nauczyciel           | Szkoła w Przemyślanach           | Charków     |
| Polityłło Józef            | porucznik          | żołnierz zawodowy    | ?                                | Charków     |
| Prokopczyc Bogdan          | ppor. rez.         | urzędnik             | Bank Polski we Lwowie            | Charków     |
| Siwek Otton Aureli         | ppor. rez.         | prawnik              | (e)                              | Charków     |
| Solecki Tadeusz            | major              | żołnierz zawodowy    | adiutant 40 pp                   | Charków     |
| Świderski Józef            | por. rez.          | inżynier leśnik      |                                  | Charków     |
| Zawrotnik Stefan           | por. rez.          | nauczyciel           | Szkoła we Lwowie                 | Charków     |
| Celiński Bolesław          | kapitan            | żołnierz zawodowy    | z-ca oficera mobilizacyjnego     | ULK         |
| Kisiel Leon                |                    | dr filozofii         | dyr. Liceum we Włodzimierzu Woł. | ULK         |

## Upamiętnienie

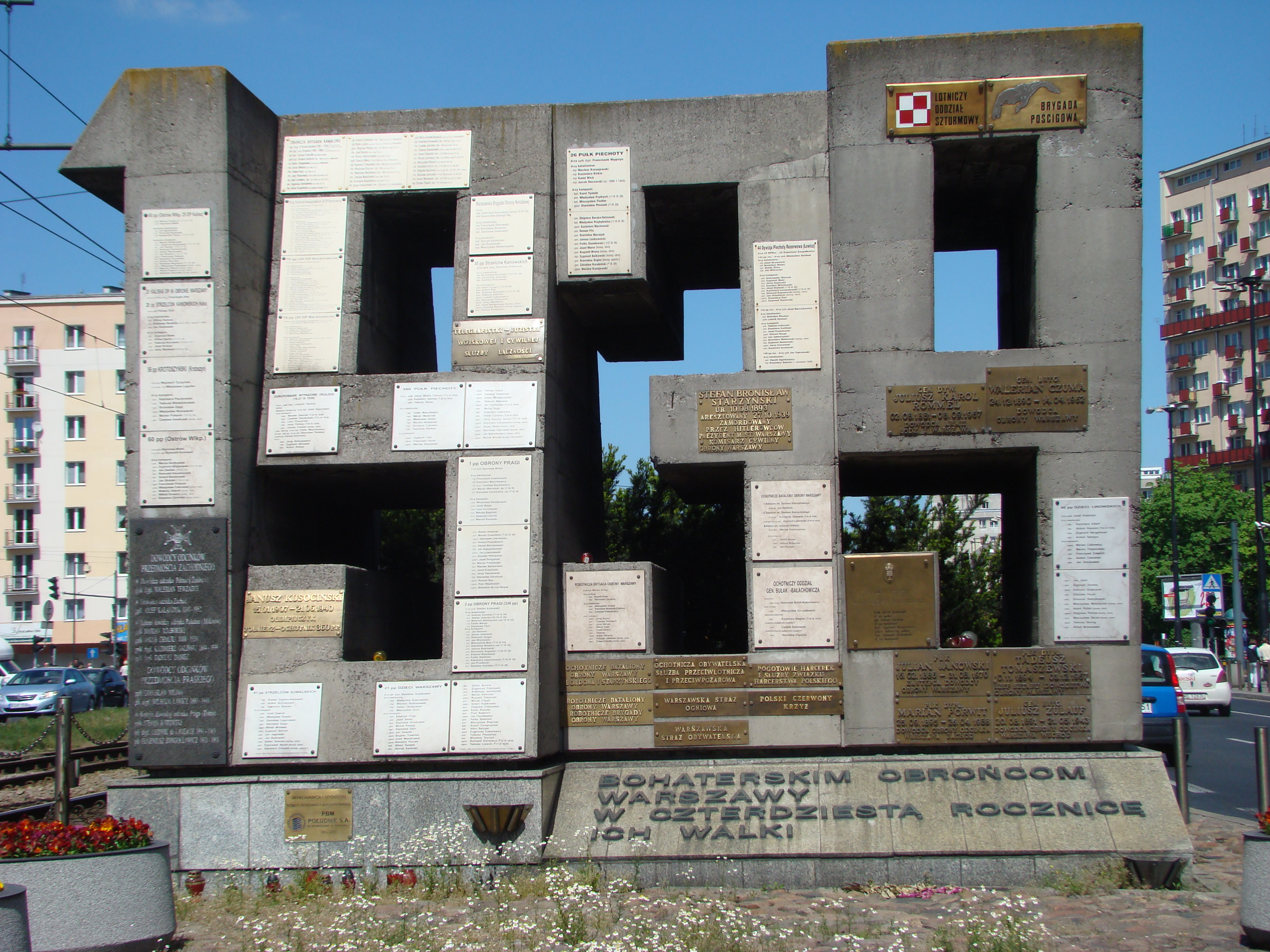
Pomnik Barykada Września
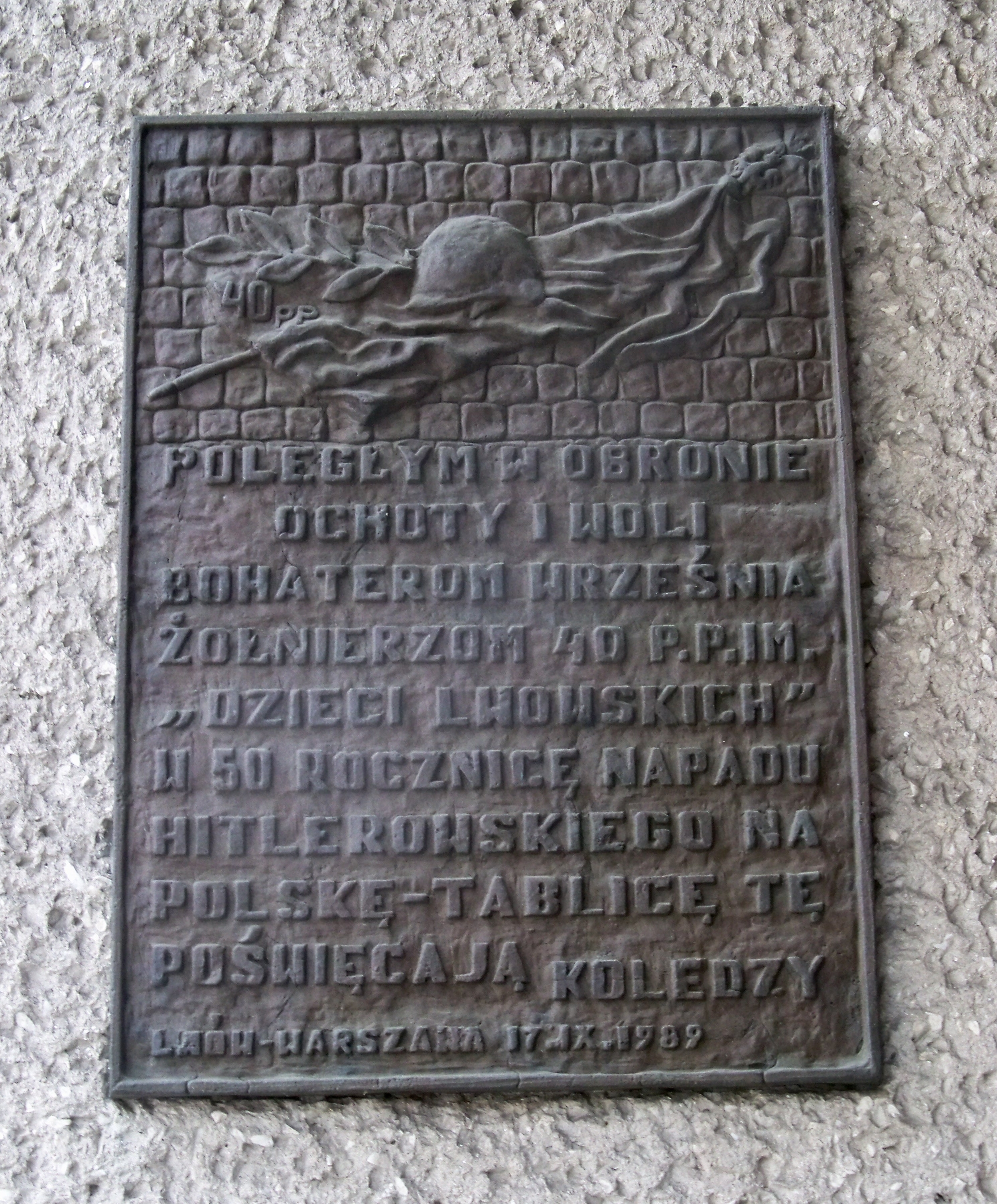
Tablica na ścianie kościoła NMP Królowej Świata na Ochocie
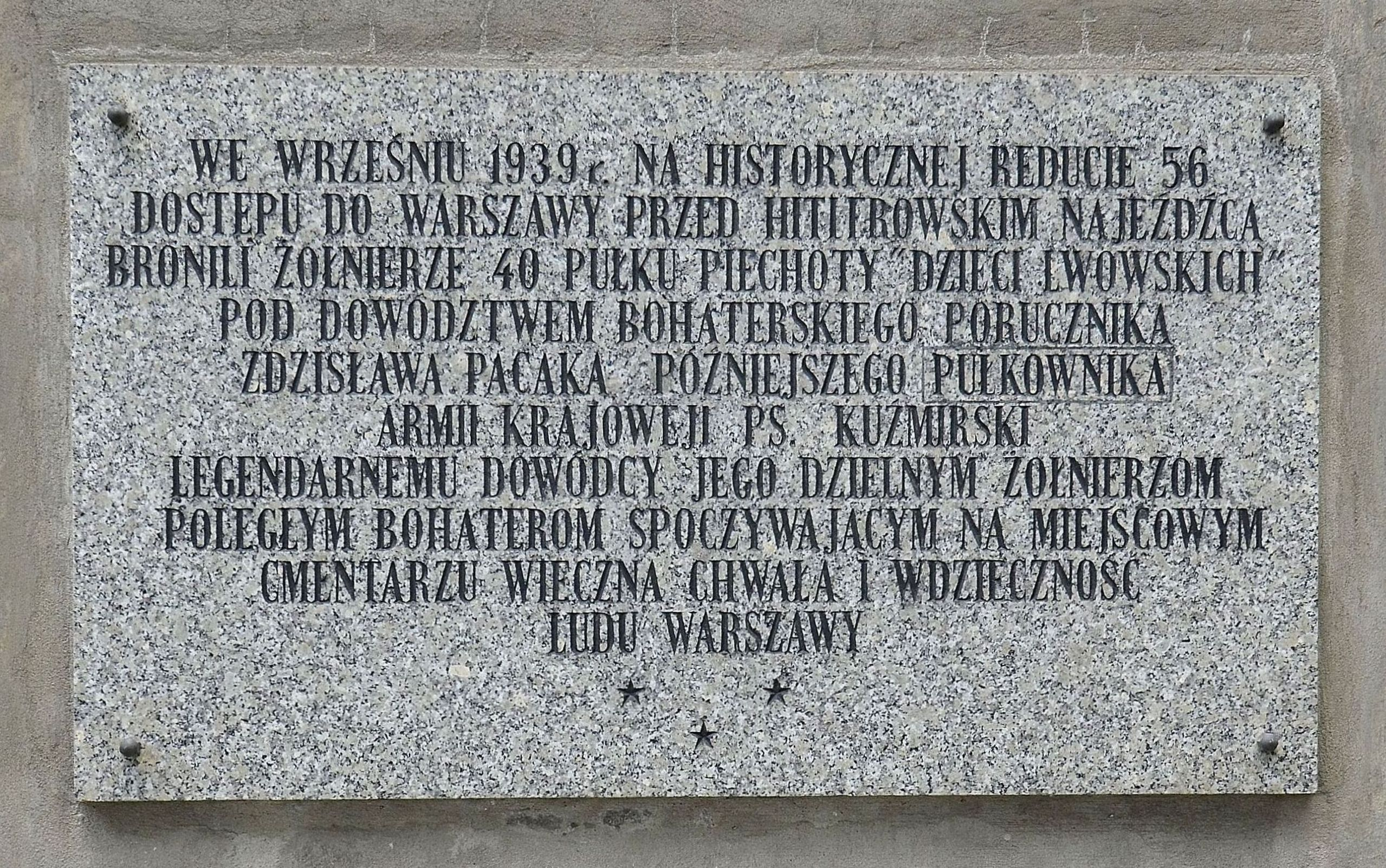
Tablica na ścianie kościoła św. Wawrzyńca